# 磐越西線
磐越西線（ばんえつさいせん）は、福島県郡山市の郡山駅から福島県会津若松市の会津若松駅を経由して新潟県新潟市秋葉区の新津駅までを結ぶ、東日本旅客鉄道（JR東日本）の鉄道路線（幹線）である。名称の由来については「磐越」を参照。
歴史は古く当初、郡山駅 - 喜多方駅間は民間資本の岩越鉄道によって路線開設がなされた（「歴史」の節を参照）。会津若松駅 - 新津駅間には「森と水とロマンの鉄道」という愛称が付けられている。
国土交通省鉄道局監修の『鉄道要覧』やJR東日本の『会社要覧』では磐越西線を郡山駅 - 新津駅間としており、本項では主に郡山駅 - 新津駅間について記述する。但し一部の列車は新津駅から信越本線経由で新潟駅まで直通していることから、JR東日本の公式サイトでは新潟駅までの信越本線の各駅を磐越西線の駅としても表示している。

## 概要

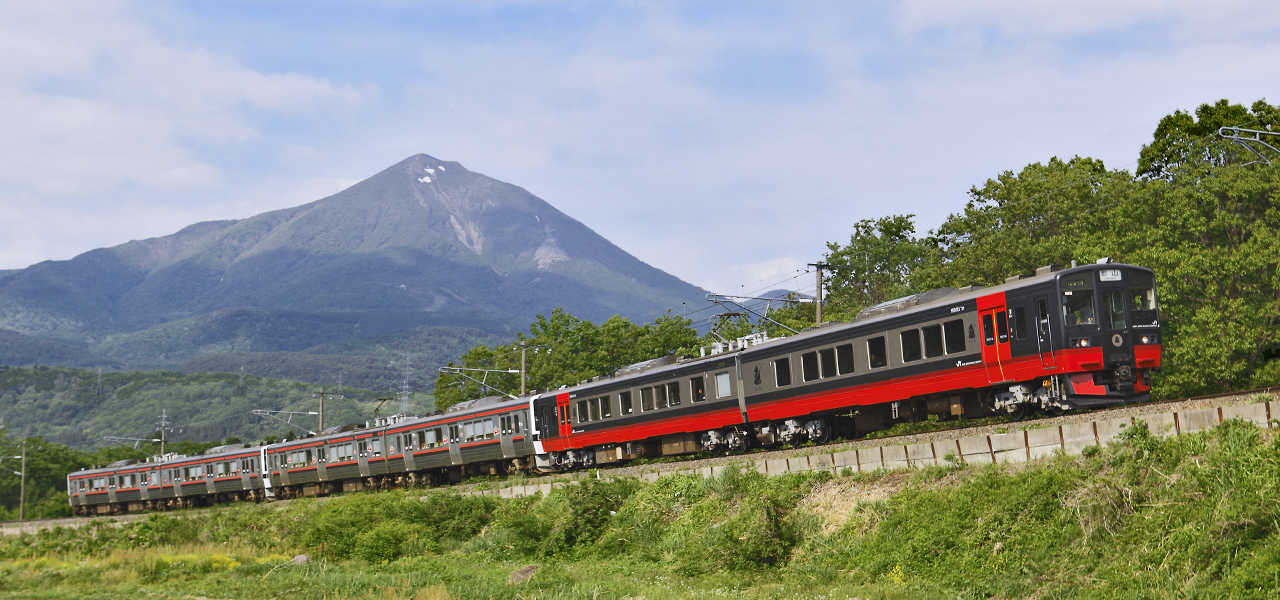
観光列車「フルーティアふくしま」と磐梯山

磐越西線は、路線全区間で福島県・新潟県それぞれの地域輸送を担うとともに、関東方面・仙台方面・新潟方面などと福島県会津地方を結ぶ観光路線の役割も果たしており、東側は食をテーマとした観光列車が、西側は蒸気機関車が牽引する観光列車が運行されている。郡山市と新潟市を最短距離で結ぶ鉄道路線ではあるが、この両都市間の輸送に関しては東北・上越新幹線の大宮駅での乗り継ぎや高速バス（磐越道経由）に対して所要時間の面で劣っている。
定期旅客列車は、電化されている郡山駅 - 会津若松駅間では普通列車および快速列車が近郊形電車で運転されており、会津若松駅 - 新津駅間では気動車で運転されている。なお、かつては会津若松駅 - 喜多方駅間も電化区間であったが、2022年度から同区間の電化設備を廃止・撤去する計画があることが2021年に報じられ、2024年に電化廃止となった。この区間では2022年3月12日のダイヤ改正で定期運転の電車列車がなくなり、翌2023年には電車による臨時列車の「フルーティアふくしま」も廃止となっていた。
かつては広田駅や塩川駅からセメント輸送のための定期貨物列車が運行されていたが、2007年3月18日のダイヤ改正にて廃止された。ただし、現在も不定期で甲種車両鉄道輸送列車が運転されることがあるほか、後述のように災害発生時に貨物列車が当線を迂回して運転されることがある。
当線の両端部は旅客営業規則の定める大都市近郊区間に指定されており、郡山駅 - 喜多方駅間は「仙台近郊区間」、五泉駅 - 新津駅間は「新潟近郊区間」に含まれている。いずれもIC乗車カード「Suica」の仙台エリアおよび新潟エリアに含まれ、仙台エリアでは郡山駅 - 郡山富田駅間と磐梯熱海駅・猪苗代駅・会津若松駅・喜多方駅の6駅のみにおいて、新潟エリアでは区間内全駅においてSuica及び相互利用を実施しているICカードが利用できる。ただし2017年時点で仙台エリアについては、郡山富田駅以西の区間内各駅ではサービスを行っていないほか、定期券などは発行されない。また仙台エリアと新潟エリア相互間でのICカードの利用は不可能となっている。

## 路線データ
- 路線距離（営業キロ）：175.6 km [1][2]
- 管轄（事業種別）：東日本旅客鉄道（第一種鉄道事業者）・日本貨物鉄道（第二種鉄道事業者）
- 軌間：1,067 mm [1]
- 駅数：43（起終点駅・臨時駅含む。ほかに信号場2か所）
  - 磐越西線所属駅に限定する場合、東北本線所属の郡山駅、信越本線所属の新津駅[10]が除外され、41駅となる。
- 信号場数：2
- 電化区間：郡山駅 - 会津若松駅間 64.6 km（交流20,000 V・50 Hz）[5]
- 複線区間：なし（全線単線）[1]
- 閉塞方式
  - 自動閉塞式：郡山駅 - 喜多方駅間
  - 特殊自動閉塞式（軌道回路検知式）：喜多方駅 - 新津駅間
- 保安装置：ATS-SN[6]
- 最高速度：95 km/h
- 運転指令所
  - 会津若松CTC：郡山駅 - 喜多方駅間
  - 新潟総合指令室：喜多方駅 - 新津駅間
    - 運転取扱駅（駅が信号を制御）：郡山駅・会津若松駅
    - 準運転取扱駅（入換時は駅が信号を制御）：津川駅・新津駅
- 大都市近郊区間
  - 郡山駅 - 喜多方駅間（仙台近郊区間）
  - 五泉駅 - 新津駅間（新潟近郊区間）
- IC乗車カード対応区間
  - 郡山駅・郡山富田駅・磐梯熱海駅・猪苗代駅・会津若松駅・喜多方駅（Suica仙台エリア）
  - 五泉駅 - 新津駅間（Suica新潟エリア）

郡山駅 - 喜多方駅間が東北本部、山都駅 - 新津駅間が新潟支社（阿賀野ライン営業所：五泉駅に併設）の管轄であり、喜多方駅 - 山都駅間に支社境界がある。

## 歴史
日本鉄道の開通に伴い、郡山駅と新潟駅を会津駅経由で結ぶ鉄道の建設運動が起こった。1892年に公布された鉄道敷設法に「新潟県下新津ヨリ福島県下若松ヲ経テ白河、本宮近傍ニ至ル鉄道」として規定されたが、それ以前に福島県知事を務めていた日下義雄の尽力の成果もあって1896年1月20日に郡山駅 - 若松駅 - 新津駅を結ぶ路線の仮免許が交付され、1897年5月26日に鉄道を建設するため、渋沢栄一などの実業家と地元の資本家らによって民間資本の岩越鉄道株式会社（がんえつてつどう）が設立された。1898年に郡山駅 - 中山宿駅間が開業し、翌1899年には若松駅に、1904年には喜多方駅まで開業した。
1906年には、鉄道国有法により岩越鉄道は買収・国有化され、官設鉄道の岩越線（がんえつせん）となった。喜多方駅以西は官設線として延長され、新津側からも信越線（信越本線）の支線として順次延伸された。1914年には野沢駅 - 津川駅間が開業して全通し、郡山駅 - 新津駅間が岩越線となったが、1917年に平郡線が全通して磐越東線と改称されたのと同時に磐越西線と改称された。
なお、同線が全通した1914年から清水トンネルの開通で上越線が全通した1931年までは、それまで東京から新潟へ向かう唯一のルートであった高崎線・信越本線に加えて同区間の第2ルートとされた。東北本線・磐越西線経由のルートには碓氷峠のような難所がなかったこともあり、1930年10月のダイヤ改正時には上野駅から信越本線経由で新潟駅へ向かう最速の下り夜行急行列車が全線に11時間6分、夜行普通列車だと13時間56分を要していたのに対し、同区間を磐越西線経由で結ぶ夜行普通列車は11時間58分で走破していた。
上越線全通以降も、会津地方と福島県中通り、さらには首都圏を結ぶ重要路線であり、そのため1967年には郡山駅 - 喜多方駅間が交流電化された。このように、一定の利用客があったことから、1980年の国鉄再建法に基づく路線の区分では幹線となった。

### 岩越鉄道→岩越線

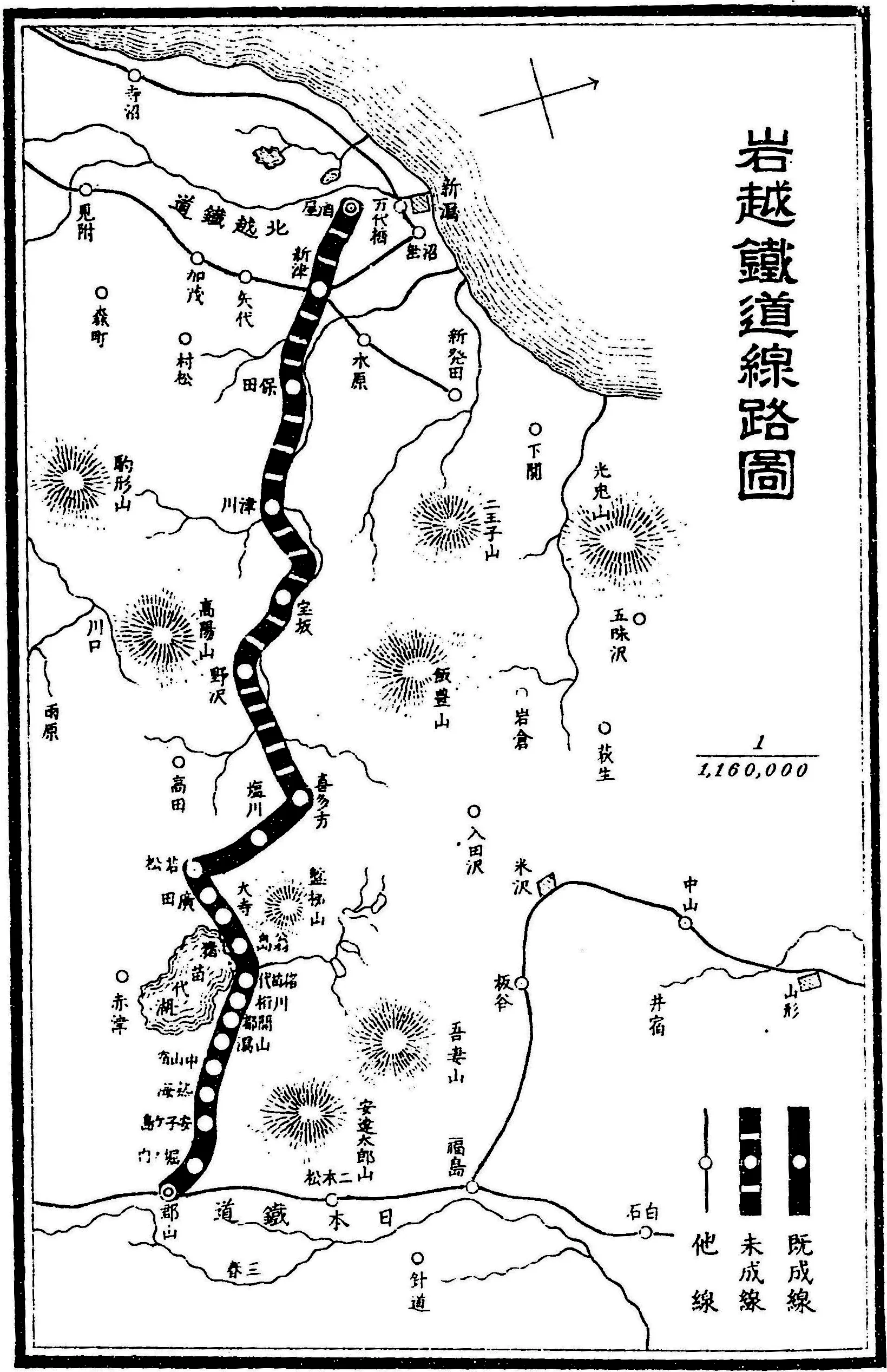
磐越鉄道株式会社 1906年の路線図

- 1897年（明治30年）11月21日：岩越鉄道が郡山 - 新津間、および新津 - 酒屋間の敷設免許を受け工事開始、郡山にて起工式[4]。
- 1898年（明治31年）7月26日：岩越鉄道 郡山駅 - 中山宿（仮）駅間 (21.5 km) 開業、堀ノ内駅（現・喜久田駅）、安子ケ島駅、熱海駅（現・磐梯熱海駅）、中山宿（仮）駅を新設[4]。
- 1899年（明治32年）
  - 3月10日：中山宿（仮）駅 - 山潟駅（現・上戸駅）間 (6.5 km) 延伸開業[4]。中山宿駅、山潟駅を新設[14]。中山宿（仮）駅廃止[4]。
  - 7月15日：山潟駅 - 若松駅（現・会津若松駅）間 (37.3 km) 延伸開業[4]。関都駅、猪苗代駅、翁島駅、大寺駅（現・磐梯町駅）、広田駅、若松駅を新設[4]。
  - 8月4日：（貨）川桁駅新設[4]。
- 1900年（明治33年）11月3日：川桁駅を貨物駅から一般駅に変更[4]。
- 1904年（明治37年）1月20日：若松駅 - 喜多方駅間 (16.6 km) 延伸開業[4]。塩川駅、喜多方駅を新設[4]。
- 1906年（明治39年）11月1日：郡山駅 - 喜多方駅間 （49.5 M≒81.9 km） 買収・国有化[4]。
- 1907年（明治40年）
  - 5月19日：若松駅 - 塩川駅間に木流仮停車場新設[注釈 3]。
  - 7月5日：岩越線延伸工事のため若松建設事務所設置[4]
- 1909年（明治42年）10月12日：国有鉄道線路名称制定 岩越線[4]。
- 1910年（明治43年）12月15日：喜多方駅 - 山都駅間 (9.9 km) 延伸開業、山都駅新設[4]。
- 1912年（大正元年）12月26日：木流仮停車場廃止。
- 1913年（大正2年）8月1日：山都駅 - 野沢駅 (15.1 km) 延伸開業、荻野駅、野沢駅新設[4]。

### 信越本線（支線）
- 1910年（明治43年）10月25日：信越線（支線） 新津駅 - 馬下駅間 (17.2 km) 開業[4]。五泉駅、馬下駅新設。
- 1913年（大正2年）6月1日：馬下駅 - 津川駅間 (21.4 km) 延伸開業。五十島駅、白崎駅（現・三川駅）、津川駅新設[4]。
- 1914年（大正3年）6月1日：信越本線に線名を改称[4]（村上線分離による）。

### 全通後
- 1914年（大正3年）11月1日：野沢駅 - 津川駅間 (30.8 km) 延伸開業、信越本線新津駅 - 津川駅間を岩越線に編入し、郡山駅 - 新津駅を岩越線とする[4]。上野尻駅、徳沢駅、豊実駅、日出谷駅、鹿瀬駅を新設[4][15]。
- 1915年（大正4年）
  - 4月10日：堀ノ内駅を喜久田駅に改称[13]。
  - 6月1日 山潟駅を上戸駅に改称[13]。
- 1917年（大正6年）
  - 3月26日：地滑りにより松野隧道（喜多方駅 - 山都駅間）が埋没[13]。新線により復旧するまでの間、旅客は徒歩連絡、貨物は索道によって中継輸送（8月17日 - 1918年6月）。詳細は「松野トンネル崩壊事故」を参照。
  - 5月21日：若松駅を会津若松駅に改称[13]。
  - 10月10日：磐越西線に線名を改称[13]。
- 1918年（大正7年）6月12日：喜多方駅 - 山都駅間が新線に切り替えられ復旧[13]。
- 1925年（大正14年）3月20日：熱海駅を岩代熱海駅に改称[13]。
- 1934年（昭和9年）11月1日 会津若松駅-喜多方駅間でガソリンカー運転開始[16]。堂島駅、笈川駅、姥堂駅、会津豊川駅を新設[13]。
- 1940年（昭和15年）12月20日：東長原駅新設[13]。
- 1951年（昭和26年）4月1日?：熊渡仮乗降場新設[13]。
- 1952年（昭和27年）2月20日：北五泉駅、東新津駅新設[13]。
- 1953年（昭和28年）1月10日：熊渡仮乗降場を東下条駅に改称[13]。
- 1954年（昭和29年）4月15日：新関駅新設[17]。
- 1955年（昭和30年）
  - 8月15日：猿和田駅新設[17]。
  - 10月1日：尾登駅新設[17]。
- 1961年（昭和36年）
  - 7月1日：新潟支社が管理長制度を導入、津川駅に磐越西線管理長を置く[新聞 2]。
  - 11月1日：咲花駅新設[17]。
- 1962年（昭和37年）
  - 6月4日：沼上信号場新設[17]。
  - 7月20日：志田浜仮乗降場新設（上戸駅 - 関都駅間）[17]。
  - 12月20日：更科信号場新設[17]。
- 1965年（昭和40年）
  - 6月1日：岩代熱海駅を磐梯熱海駅に、大寺駅を磐梯町駅に改称[17]。
  - 10月1日：キハ82系気動車による上野駅 - 山形駅間の特急「やまばと」に併結で上野駅 - 会津若松駅間編成を新設[17]。
- 1967年（昭和42年）
  - 6月15日：郡山駅 - 喜多方駅電化（交流50 Hz・20 kV）、同時に同区間が単線自動閉塞化[17]。中山峠を抜ける沼上トンネル（1899年〈明治32年〉開通。延長約900 m）を新トンネルに付け替え。旧トンネルと前後の旧線跡は現存。
  - 7月1日：455系電車による急行「ばんだい」運転開始[17]。
  - 8月21日：志田浜仮乗降場廃止[17]。
- 1968年（昭和43年）
  - 9月18日：特急「やまばと」から会津若松編成を分離し、485系電車による特急「会津やまばと」運転開始[17]。
  - 9月28日：特急「会津やまばと」を「あいづ」に改称[17]。
- 1980年（昭和55年）10月1日？：50系客車運用開始。
- 1982年（昭和57年）11月15日：上野駅 - 新潟駅間の急行「いいで」を廃止[18]。
- 1983年（昭和58年）
  - 2月28日：喜多方駅 - 新津駅間CTC使用開始[新聞 3]。
  - 3月10日：郡山駅 - 喜多方駅間CTC使用開始。
- 1984年（昭和59年）
  - 2月1日：急行「ばんだい」廃止、快速列車に移行[18]。
  - 9月26日：昭和天皇の結婚60周年記念旅行に際し、福島駅 - 翁島駅間でお召し列車を運転。翌27日には磐梯熱海駅 - 原宿駅間で運転された。
- 1985年（昭和60年）3月14日：白崎駅を三川駅に改称。急行「あがの」廃止、快速列車に移行。
- 1986年（昭和61年）7月20日：（臨）猪苗代湖畔駅新設[18]。
- 1987年（昭和62年）4月1日：東日本旅客鉄道（JR東日本）が第1種鉄道事業者として継承、日本貨物鉄道（JR貨物）が第2種鉄道事業者となる[18]。
- 1991年（平成3年）
  - 7月1日：新潟支社管内を統括する「阿賀野ライン営業所」を五泉駅構内に設置[19]。
  - 10月1日：馬下駅 - 新津駅間でワンマン運転を開始[20]。
- 1993年（平成5年）
  - 9月6日：1967年の電化以来磐越西線用の電気機関車として郡山駅 - 会津若松駅間の貨物列車と一部の旅客列車を牽引していたED77形がED75形に置き換えられる[21]。
  - 12月1日：上野駅 - 会津若松駅間の特急「あいづ」廃止[18]。郡山駅 - 会津若松駅間に特急「ビバあいづ」運転開始[18]。
- 1994年（平成6年）10月17日：六丁道踏切で列車脱線事故。下り快速「ばんだい1号」が会津若松駅 - 堂島駅間の六丁道踏切で重機のアームが架線につかえて立ち往生していたトレーラと衝突、快速の前2両が脱線、乗客8名と当該運転士が怪我。
- 1995年（平成7年）
  - 11月26日：新津駅 - 会津若松駅間で客車列車のさよなら運転。
  - 12月1日：ダイヤ改正により50系による客車列車が廃止[22]。
- 1996年（平成8年）3月16日：会津若松駅を発着する貨物列車の設定が廃止、自動車代行駅となる。
- 1997年（平成9年）3月22日：中山宿駅スイッチバック廃止に伴い磐梯熱海駅 - 中山宿駅 - 上戸駅間改キロ (-0.7 km)[18]。
- 1998年（平成10年）
  - 8月12日：集中豪雨により喜多方駅 - 新津駅間で運転を見合わせ[新聞 4]。
  - 8月13日：津川駅 - 新津駅間の運転を再開[新聞 5]。
  - 8月14日：野沢駅 - 津川駅間の運転を再開[新聞 6]。
  - 8月15日：喜多方駅 - 野沢駅間の運転を再開[新聞 7]。
  - 8月17日：大雨のため喜多方駅 - 馬下駅間で運転を見合わせ[新聞 8][新聞 9]。
  - 8月19日：津川駅 - 馬下駅間では終日の運転を再開[新聞 10]。喜多方駅 - 野沢駅間では朝夕に限り運転を再開[新聞 10]。
  - 8月25日：喜多方駅 - 津川駅間で運転を再開し、全線が復旧[新聞 11][新聞 9]。
- 1999年（平成11年）4月29日：「SLばんえつ物語号」（現・SLばんえつ物語）運転開始[18]。
- 2002年（平成14年）12月1日：特急「ビバあいづ」を「あいづ」に改称[18]。同時に快速「あがの」2往復のうち夕方の1往復が普通列車と統合されて「あがの」が1往復運転になり、野沢駅 - 馬下駅間の列車が1往復減となる。
- 2003年（平成15年）10月1日：特急「あいづ」を廃止し、快速列車に格下げ[18]。
- 2004年（平成16年）10月16日：快速「ばんだい」の愛称が廃止。
- 2007年（平成19年）6月30日：719系電車運用開始[18]。
- 2008年（平成20年）
  - 3月14日：455系電車運転終了。
  - 3月15日：五泉駅 - 新津駅間が新潟近郊区間に追加され、同区間でICカード乗車券「Suica」が利用可能になる。
- 2011年（平成23年）
  - 3月11日：東北地方太平洋沖地震（東日本大震災）により郡山駅 - 津川駅間が不通となる。
  - 3月25日：東日本大震災による燃料不足を受け、DD51形重連による臨時石油輸送を開始（磐越西線走行は26日から）。
  - 3月26日：全線で運転再開。「あいづライナー」については4月29日より運転再開。
  - 4月7日：東北地方太平洋沖地震の余震発生により郡山駅 - 会津若松駅間が再び不通となる。
  - 4月9日：全線で運転再開。
  - 4月16日：東北本線復旧により、DD51形重連による臨時石油輸送を終了。石油輸送列車は、翌17日から東北本線経由で運転開始。
  - 7月14日：徳沢駅構内で西川トンネル上部からの落石による脱線事故発生。翌日復旧。
  - 7月30日：新潟・福島を襲った豪雨[23]により豊実駅 - 日出谷駅間、三川駅 - 咲花駅間の路盤が流出。喜多方駅 - 馬下駅間が不通となる。
  - 8月6日：午後より喜多方駅 - 野沢駅間が復旧。
  - 8月21日：夜より野沢駅 - 津川駅間が復旧。代行バスは津川駅 - 五泉駅間で運転。
  - 10月14日：午後より津川駅 - 馬下駅間が復旧し、全線で運転再開となる[報道 2]。
- 2014年（平成26年）
  - 4月1日：郡山駅 - 喜多方駅間が新設の仙台近郊区間となり、同区間の一部駅（磐梯熱海駅・猪苗代駅・会津若松駅・喜多方駅）でICカード乗車券「Suica」の一部サービスが利用可能になる[報道 1]。
  - 7月9日：台風8号の豪雨により喜多方駅 - 馬下駅間で不通となる[24]。
  - 7月10日：津川駅 - 馬下駅間が運転再開[24]。
  - 7月11日：山都駅 - 津川駅間が昼に復旧[25]。
  - 7月12日：喜多方駅 - 山都駅・津川駅間で代行バス運転開始[報道 3]。
  - 8月8日：13時頃より喜多方駅 - 山都駅が復旧し、全線で運転再開[報道 4]。
- 2015年（平成27年）
  - 3月14日：ダイヤ改正で快速「あいづライナー」が定期運転終了。改正後は無愛称の快速となり719系で運用。
  - 4月15日：観光列車「フルーティアふくしま」が運転開始[8]。
- 2016年（平成28年）：「磐越西線鉄道施設群」が土木学会選奨土木遺産に選定。明治・大正期の多様な橋梁群、隧道、駅舎、転車台群、東日本大震災発生時にライフラインとして東北と関東を繋いだことが評価されたもの[26]。
- 2017年（平成29年）
  - 3月4日：ダイヤ改正から電化区間の一部列車にE721系を投入[注釈 4]。郡山駅 - 会津若松駅・喜多方駅間でのワンマン運転を開始[報道 5]。
  - 4月1日：郡山富田駅開業。同駅でもSuicaのサービスを開始し、郡山駅 - 郡山富田駅間に限り郡山方面各駅との定期券サービスを開始する[報道 5]。
- 2019年（令和元年）7月15日：「磐越西線開通120周年号」が会津若松駅→郡山駅で運転[27]。
- 2020年（令和2年）3月14日：郡山駅 - 会津若松駅間の一部列車に、指定席を設定した快速「あいづ」の運行を開始[報道 6][報道 7]。新津運輸区、郡山車両センターのキハ40、47、48の全ての気動車が置き換えられた。
- 2021年（令和3年）3月13日 : 会津若松駅 - 野沢駅間の一部列車でキハE120形の運用開始[報道 8]。
- 2022年（令和4年）
  - 3月12日：ダイヤ改正をもって、会津若松駅 - 喜多方駅間における電車列車の定期運転と快速「あがの」の運行を廃止[報道 9]。
  - 8月4日：大雨の影響で喜多方駅 - 山都駅間にある濁川橋梁の支柱が下流側に倒されて崩落していることが判明[新聞 12]。喜多方駅 - 野沢駅間、同じく大雨の影響で野沢駅 - 馬下駅間が不通となる。
  - 8月6日：野沢駅 - 馬下駅間が始発より復旧。
  - 8月25日：山都駅 - 野沢駅間が復旧[新聞 13][報道 10]。
- 2023年（令和5年）
  - 3月18日：津川駅 - 馬下駅間でワンマン運転を開始。
  - 4月1日：喜多方駅 - 山都駅間の濁川橋梁の復旧工事が完了し全線復旧[新聞 14][28]。喜多方駅 - 野沢駅間でワンマン運転を開始。
  - 12月24日：「フルーティアふくしま」の運行が終了[8]。
- 2024年（令和6年）
  - 3月16日：野沢駅 - 津川駅間でワンマン運転を開始。五泉駅 - 新津駅間のワンマン列車における後乗り前降りを廃止。
  - 5月17日：この日付けで会津若松駅 - 喜多方駅間の電化が廃止[5]。
- 2026年（令和8年）7月1日（予定） - 支社制から事業本部制への再編に伴い、東北本部管轄区間は福島事業本部、新潟支社管轄区間は新潟事業本部の管轄となる[報道 11]。

## 運行形態
基本的に、会津若松駅を境に運転系統が分かれている。

### 郡山駅 - 会津若松駅間
定期列車はほぼすべて郡山駅 - 会津若松駅間の運行で、臨時列車を除き他線区への直通はない。毎時1本ずつが運行されており、かつ日中は後述の快速を含めてパターンダイヤが組まれている。この区間は交流電化区間であり、E721系電車が使用されている。ワンマン運転を行う列車が多い（多客時は、ワンマン運転を解除し、車掌が乗務する）。なお、朝に郡山駅 - 磐梯熱海駅間の区間列車が1往復運行されている。
郡山駅 - 会津若松駅間は対東京輸送も含めて高速バスとの激しい競合に晒されている。このためWきっぷが設定されており、サービス改善を目的に2020年3月14日のダイヤ改正より、郡山駅 - 会津若松駅間の一部列車に、リクライニングシートが付いた指定席車両が導入された。

#### 普通列車
普通列車は、2両・4両で運転されている。

#### 快速列車
快速列車は上野からの急行列車「ばんだい」の区間短縮、格下げにより1984年（昭和59年）2月1日から運転を開始した。その後、後述の特急「あいづ」などを吸収し、2022年3月12日改正時点で7往復が運転されている。なお、「ばんだい」の愛称は2004年10月15日まで郡山駅 - 会津若松駅・喜多方駅間運転の快速列車の愛称として使われた。
2015年から2018年秋までの土曜・休日などには、快速列車の一部が観光列車「フルーティアふくしま」を連結して運転することがあった。2017年3月4日改正以降、多客時を除き719系電車を使用するのはこれらの快速列車のみであった。
2020年3月14日のダイヤ改正より、7往復のうち3往復が指定席を設定した快速「あいづ」として運行されている。一部にリクライニングシートの指定席区画を設けたE721系4両編成（あいづ2号・5号は2両編成／リクライニングシート設置はP-12編成）が使用されている。
停車駅
郡山駅 - 郡山富田駅 - 喜久田駅 - 磐梯熱海駅 - 猪苗代駅 - 磐梯町駅 - 会津若松駅
- 愛称のない快速のうち1往復は川桁駅 - 会津若松駅間各駅停車

なお、快速列車には特急「あいづ（ビバあいづ）」を前身とし、指定席を連結した「あいづライナー」が2007年3月18日から2015年3月13日まで郡山駅 - 会津若松駅間で3往復運転されていた（詳細は列車の項目を参照）。廃止以降も「あいづ」の愛称名で繁忙期を中心に運転が行われていた。
このほか、観光シーズンなどには臨時列車として以下の列車が運転された。
- 快速「白虎」（仙台駅 - 会津若松駅・喜多方駅間）
- 快速「フェアーウェイ」（新宿駅 - 会津若松駅間、ただし新宿駅 - 黒磯駅間は毎週末運転）

また、運転日数は少ないが、郡山駅 - 会津若松駅間にも蒸気機関車牽引列車が設定されることがある。

### 会津若松駅 - 新津駅間
非電化であるため、気動車が使用されており、GV-E400系またはキハ110系による2 - 4両編成で運転されている。なお、一部の列車は堂島駅・笈川駅・姥堂駅・会津豊川駅を通過する。

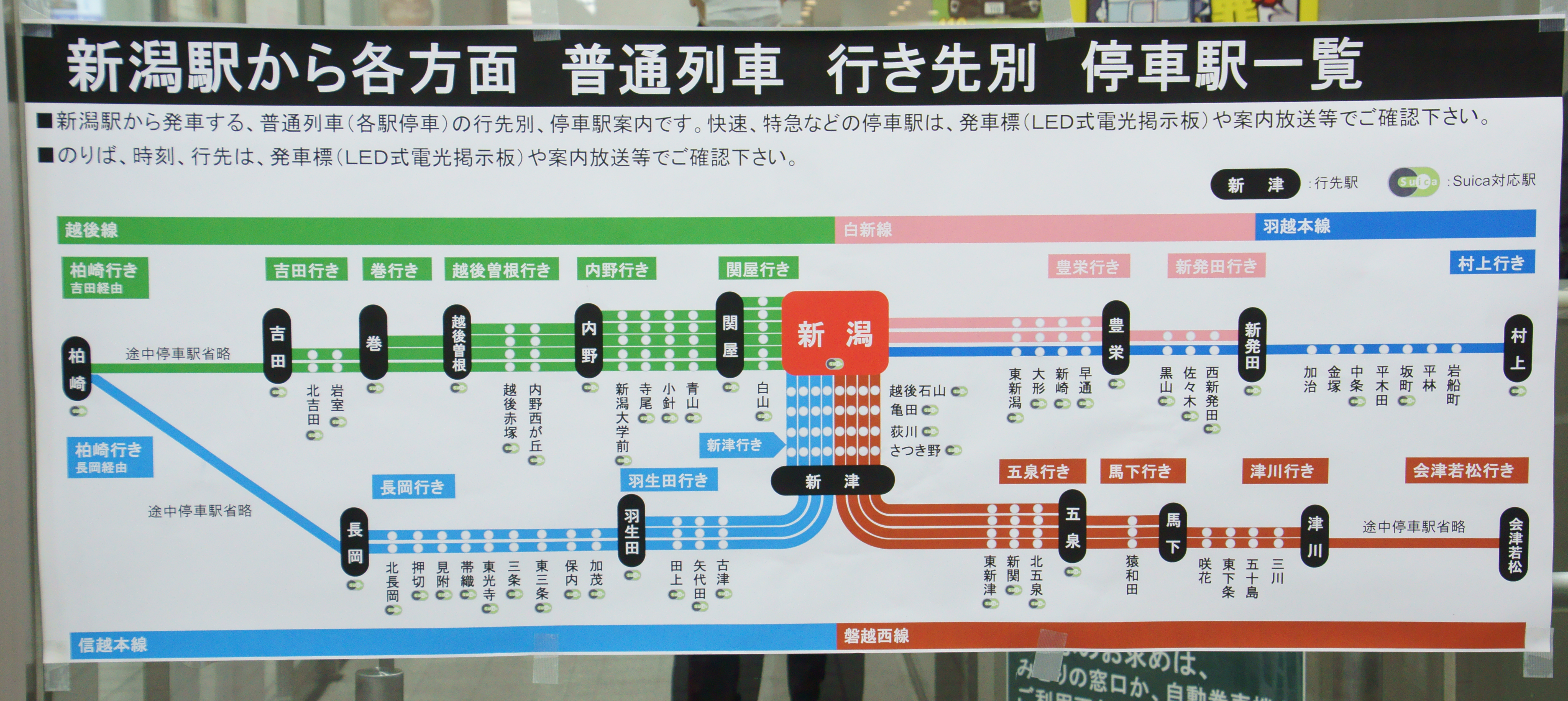
新潟駅に掲示されている案内図。信越本線の新津駅 - 新潟駅間に乗り入れる列車が存在することが示されている。（2016年12月）

#### 普通列車・快速列車
会津若松駅 - 新津駅間を直通運転する列車（2 - 4時間に1本程度）のほか、会津若松駅 - 喜多方駅・野沢駅間と津川駅・馬下駅・五泉駅 - 新津駅間の区間列車も設定されている。信越本線の新津駅 - 新潟駅間に直通する列車もある。会津若松駅 - 喜多方駅間および新潟近郊の馬下駅・五泉駅 - 新津駅間は1時間に概ね1本程度で、平日・土曜日朝には新津経由で新潟行きが約10 - 20分間隔で設定されている。大半の列車でワンマン運転が行われているが、ワンマン列車であっても五泉駅 - 新津駅間は車内で運賃の収受を行わない「都市型ワンマン」で、終日各車両の全ての扉から乗り降りができる。
2024年3月16日のダイヤ改正で会津若松駅 - 新津駅間の全区間でワンマン列車が設定された。
全ての列車が普通列車として運行されているが、朝に新潟行きの下り快速列車が2本設定されており、どちらも磐越西線内は各駅に停車する。馬下始発は休日運休で、信越本線内は途中亀田駅と越後石山駅に停車する。五泉始発は毎日運転で、信越本線内は途中亀田駅にのみ停車する。
かつては会津若松駅 - 新潟駅間で快速「あがの」が運転されていたが2022年3月12日のダイヤ改正で廃止された。（詳細は「あがの」の項を参照）

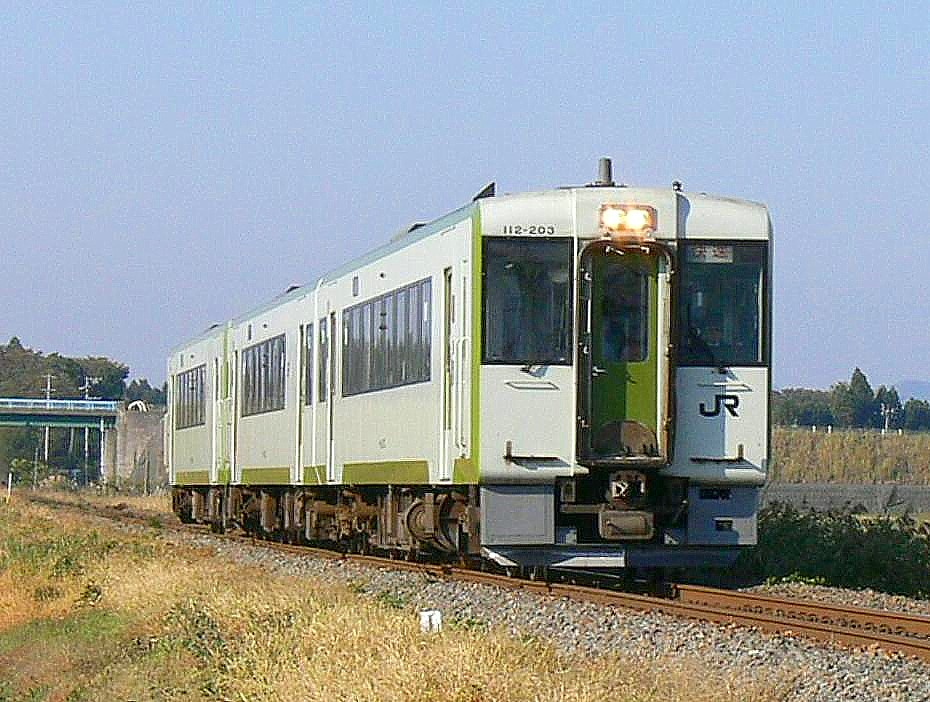
キハ110系による快速「あがの」（2006年11月3日 猿和田駅 - 馬下駅間）

#### 臨時列車
観光列車として蒸気機関車C57 180牽引の快速「SLばんえつ物語」が会津若松駅 - 新津駅間において4月 - 11月の土曜・休日を中心に半定期的に運転されている。
2003年10月4日からは、土休日に会津若松駅 - 喜多方駅間にて、会津鉄道の車両を使用する快速「AIZUマウントエクスプレス」の延長運転が実施されている。なお、2022年3月12日以降は「AIZUマウントエクスプレス」の減便に伴い、同列車の延長運転は下りのみとなり、上りは代わりに折り返しの会津田島行き普通列車が延長運転を行う（磐越西線内は従来通り塩川駅のみ停車）。

### 新潟県中越地震による影響
2004年10月23日に発生した新潟県中越地震では、上越線が不通になったため、郡山経由での迂回ルートとして客貨ともに臨時列車が運行された。
旅客の臨時列車は、新潟駅 - 会津若松駅の直通快速が1往復と、所定では野沢駅止まりの各駅停車を津川駅まで延長運転し、同駅発着の列車に接続をとる形で行われたが、平日の乗車率はそれほど良くなかったようで、11月中旬には直通快速は運休の日が多くなっていた。また、これらの列車を運転するために秋田支社・盛岡支社から応援車両としてキハ40形が来ていたため、他線区の塗装と本来の新潟支社の塗装の混結編成を見ることができた。
貨物の臨時列車は、11月12日より運転が開始された。新潟 - 東京間の紙輸送の迂回によるもので、1日1往復をDD51形（会津若松以西）がワム80000形380000番台貨車6 - 14両を牽引するかたちで行われていた。この列車が運転されているダイヤは本来セメント輸送列車のためのものであったが、そのセメント列車運転日にはセメント列車をSLばんえつ物語のダイヤで運転する措置がとられた。

### 東日本大震災による影響

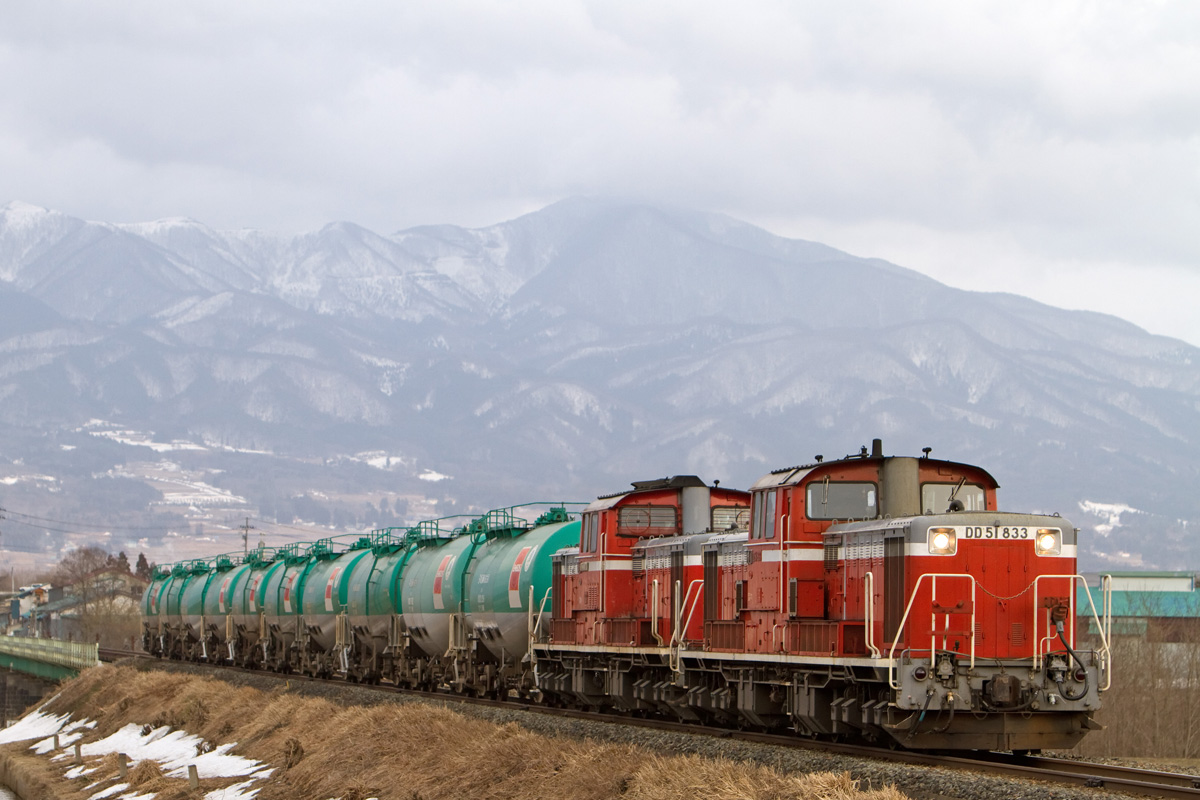
DD51の重連（833号機 + 1027号機）で運転された臨時石油輸送列車（2011年4月2日 喜多方 - 山都）

2011年3月11日に発生した東日本大震災（東北地方太平洋沖地震）によって、郡山駅 - 津川駅が運転見合わせとなったが、3月26日に全線で運転を再開した。
この地震による被災地での燃料不足を受けて、JR貨物はJX日鉱日石エネルギー（当時：現在のENEOS）根岸製油所にて精製した石油製品を輸送する臨時石油輸送列車を根岸駅から郡山駅へ運行することを決め、3月25日から根岸駅発にて運転を開始。東北本線が不通であるため、高崎線 - 上越線 - 信越本線 - 当線経由で迂回するルートで運行された。1日1往復（4月からは2往復）の運行で、新潟まで電気機関車が牽引してきたタキ1000形貨車20両を、急勾配のある磐越西線内は貨車を10両ずつに分割してDD51形が重連で牽引する形で行われた。それでも悪条件が重なり急勾配で立ち往生したため、JR東日本のDE10形が後方から押し上げて通過した。なお、かつて当線の貨物列車を牽引していた東新潟機関区のDD51形は2010年3月13日のダイヤ改正で運用を失い、他線区へ転出していたため、門司機関区や吹田機関区などから機関車を借りて運行された。貸し出されたDD51形の中には、東新潟機関区へ、いわば「里帰り」となった車両もあった。この臨時石油輸送列車は4月16日まで運転され、4月17日からは東北本線黒磯駅 - 安積永盛駅間の復旧に伴い東北本線経由に変更された。
これに関しては、震災から4年後の2015年3月15日にNHK総合テレビで放送された『明日へ -支えあおう-』で取り上げられたほか、この実話をもとにした『はしれ ディーゼルきかんしゃデーデ』という絵本が童心社より刊行されている。

## 使用車両

### 現在の車両
定期運用を持つ車両のほか、定期的に設定される臨時列車への使用車両も記載する。

#### 電車
- E721系0番台
  - 仙台車両センター所属。2017年3月4日から、郡山駅 - 会津若松駅間で運用されている。なお、磐越西線専用のあかべぇ塗装は本系列では採用されず、東北本線と同じ緑と赤の帯色となっている。

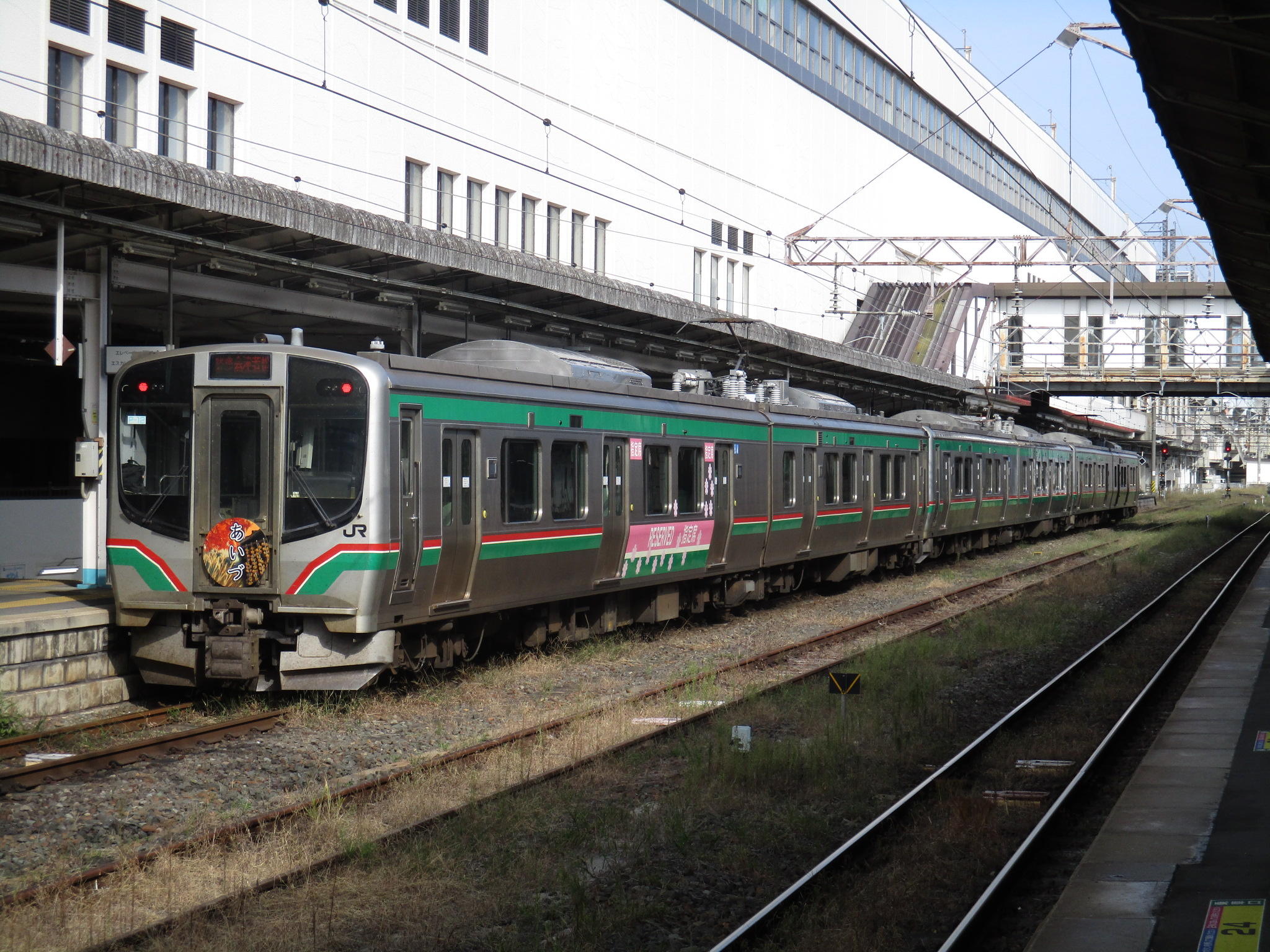
E721系 （2024年10月27日）

#### 気動車

2020年3月改正時点での使用車両（会津若松駅以西）

気動車はHB-E300系を除いて全て2ドア車となっている。

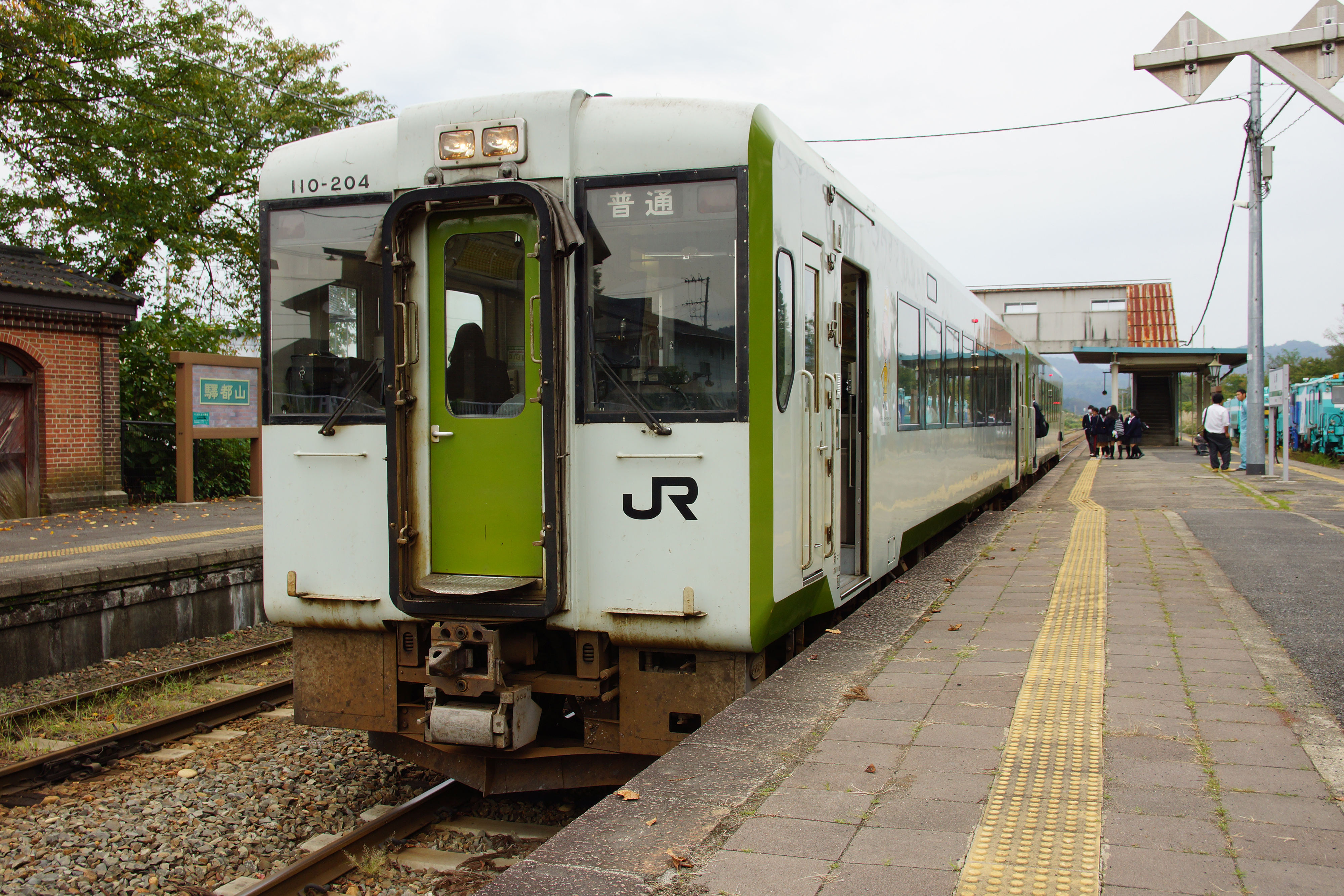
キハ110系
  - 新潟車両センター新津派出所所属。会津若松駅 - 新津駅間で運用されている。
  - 2020年3月ダイヤ改正まではキハE120形との混結や3-5両編成、快速列車の運用もあったが、大半はGV-E400系に置き換えられた。
  - 2022年3月ダイヤ改正で3両編成、五泉駅 - 新潟駅間での快速列車の運用に復帰した。
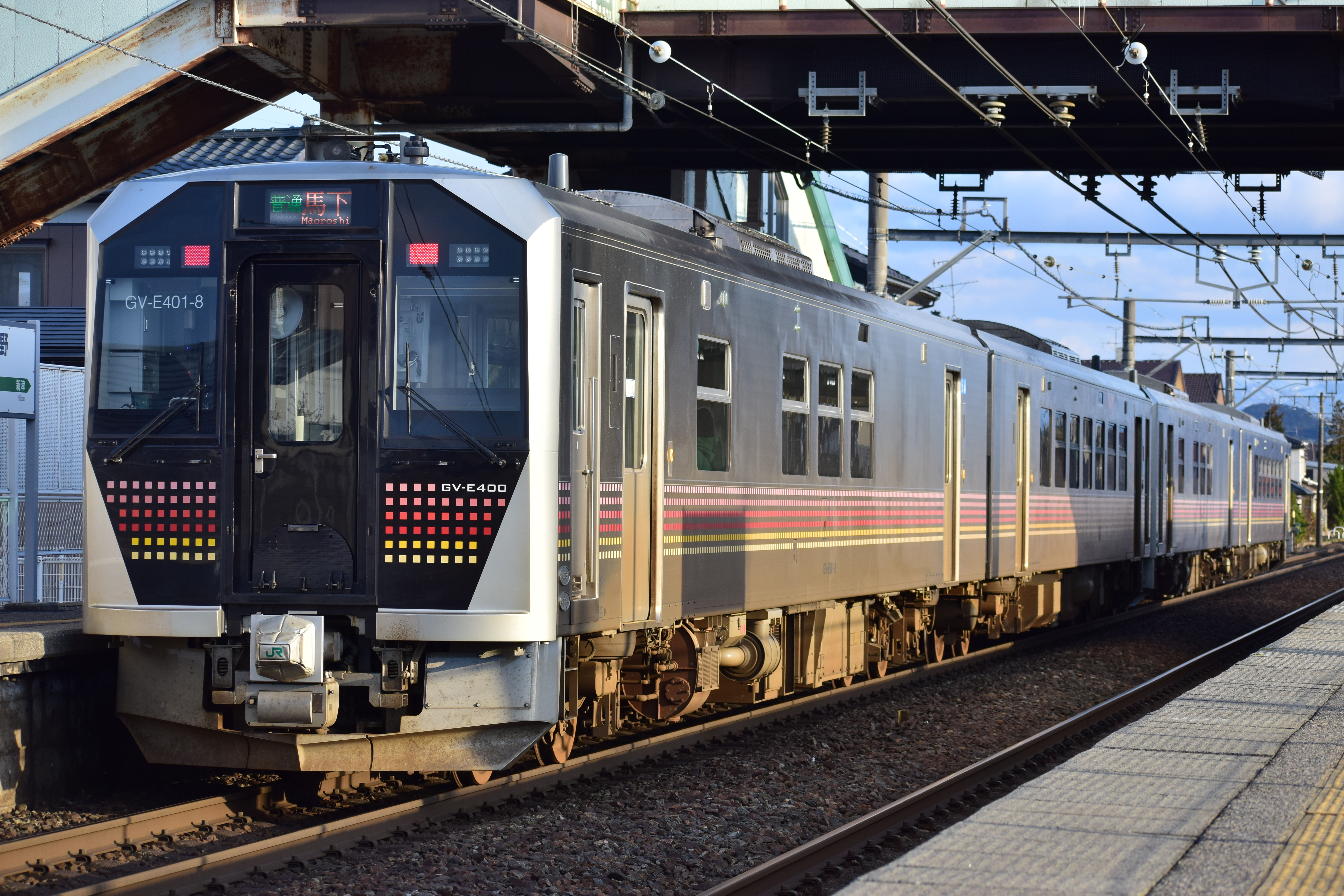
GV-E400系
  - 新潟車両センター新津派出所所属。2019年8月19日から新津駅 - 馬下駅間で運行を開始した電気式気動車[33]。2018年度から2019年度にかけて導入され[報道 12]、2020年3月のダイヤ改正以降は会津若松駅 - 新津駅間の主力車両となった。なお、2022年3月ダイヤ改正までは快速「あがの」にも充当されていた。
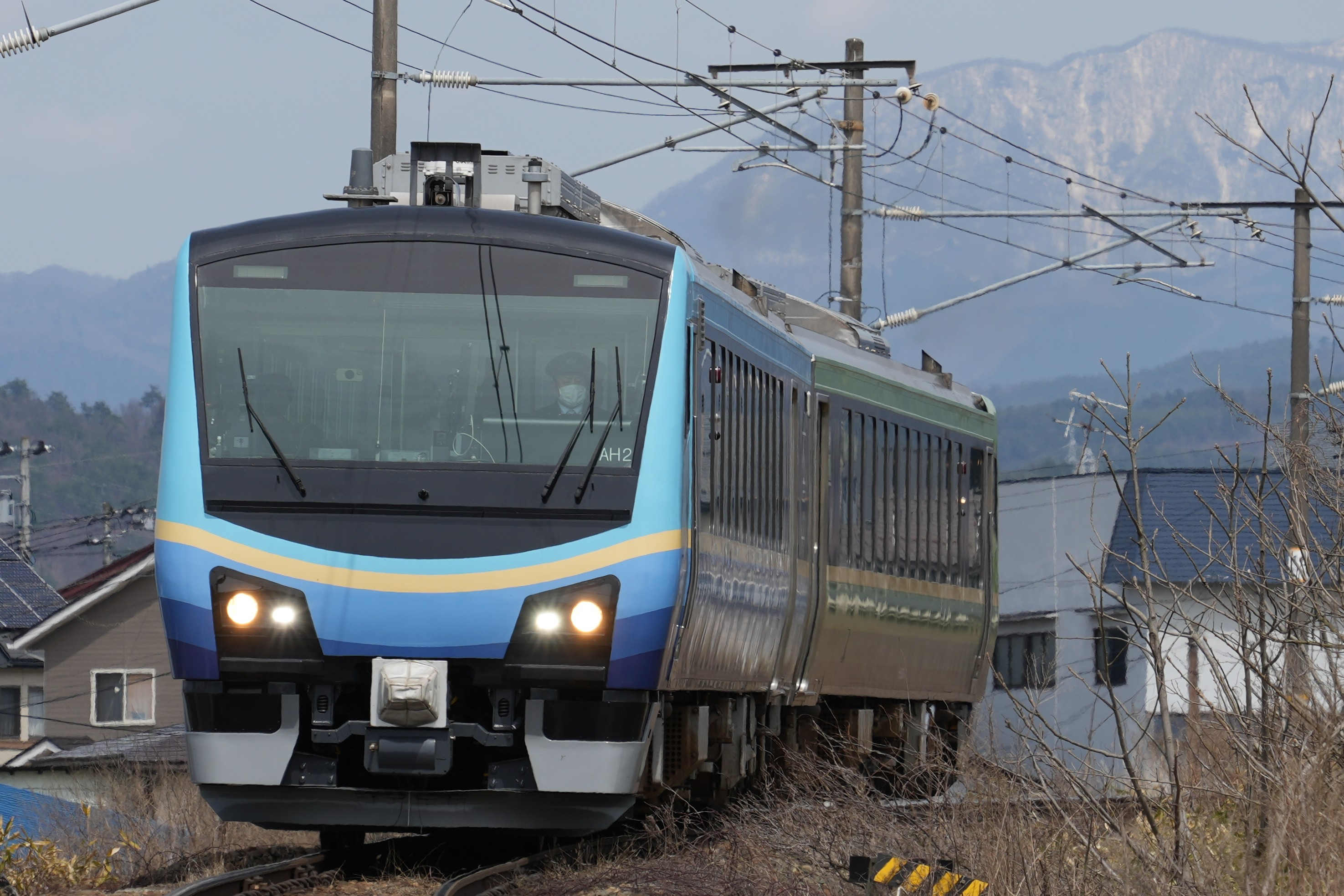
HB-E300系
  - 仙台車両センター小牛田派出所所属。土休日を中心に観光列車「あいづSATONO」として運行されている。
- 会津鉄道AT-700形・AT-750形

2014年7月時点での使用車両（会津若松駅以西）

  - 快速「AIZUマウントエクスプレス」として土休日を中心に会津若松駅 - 喜多方駅間に乗り入れる。

- キハ110系
（2013年10月 山都駅）
- GV-E400系
（2021年3月 さつき野駅）
- HB-E300系

### 過去の車両

#### 電車
- 455系・457系
  - 1996年8月9日から、通常塗装の車両のほか赤をベースとした専用塗装の車両が運用されていた[34]。
  - 2007年に仙台地区へE721系0番台が投入された玉突き転配で同年7月に455系・457系の運用がすべて719系へ置き換えられた。その後も、2007年9月2日に2か月ぶりに455系（S-2・6編成）が入線し、臨時列車「さよなら455系あかべぇ」号に使用された。その8日後の9月10日から運用の都合で455系の運用が再び復活したが、あかべぇ編成ではなく東北色の車両が使用された。この455系は2008年3月14日まで使用された。
  - 本路線では快速「ばんだい」の専用車両として、クロハ455-1を組み込んだS40編成が運用された。
- 719系0番台
  - 仙台車両センター所属。磐越西線で使用する車両は郡山総合車両センターの会津若松派出所に常駐していた。
  - 455系・457系から引き続き専用塗装とした通称「あかべぇ編成」も運用していた。
  - 2017年3月のダイヤ改正でワンマン運転が開始されたことと、E721系の増備に伴い、運用が激減し、同改正以降は郡山駅 - 会津若松駅間の快速列車のみで運用されていた。
- 485系
  - 特急「あいづ」や後身の特急「ビバあいづ」、快速「あいづライナー」などで使用。
- 583系
  - 快速「白虎」などの臨時列車や快速「あいづライナー」で使用。
- 719系700番台
  - 仙台車両センター所属。土休日を中心に観光列車「フルーティアふくしま」として運行されていたが、2023年12月24日をもって運行終了となった[8]。

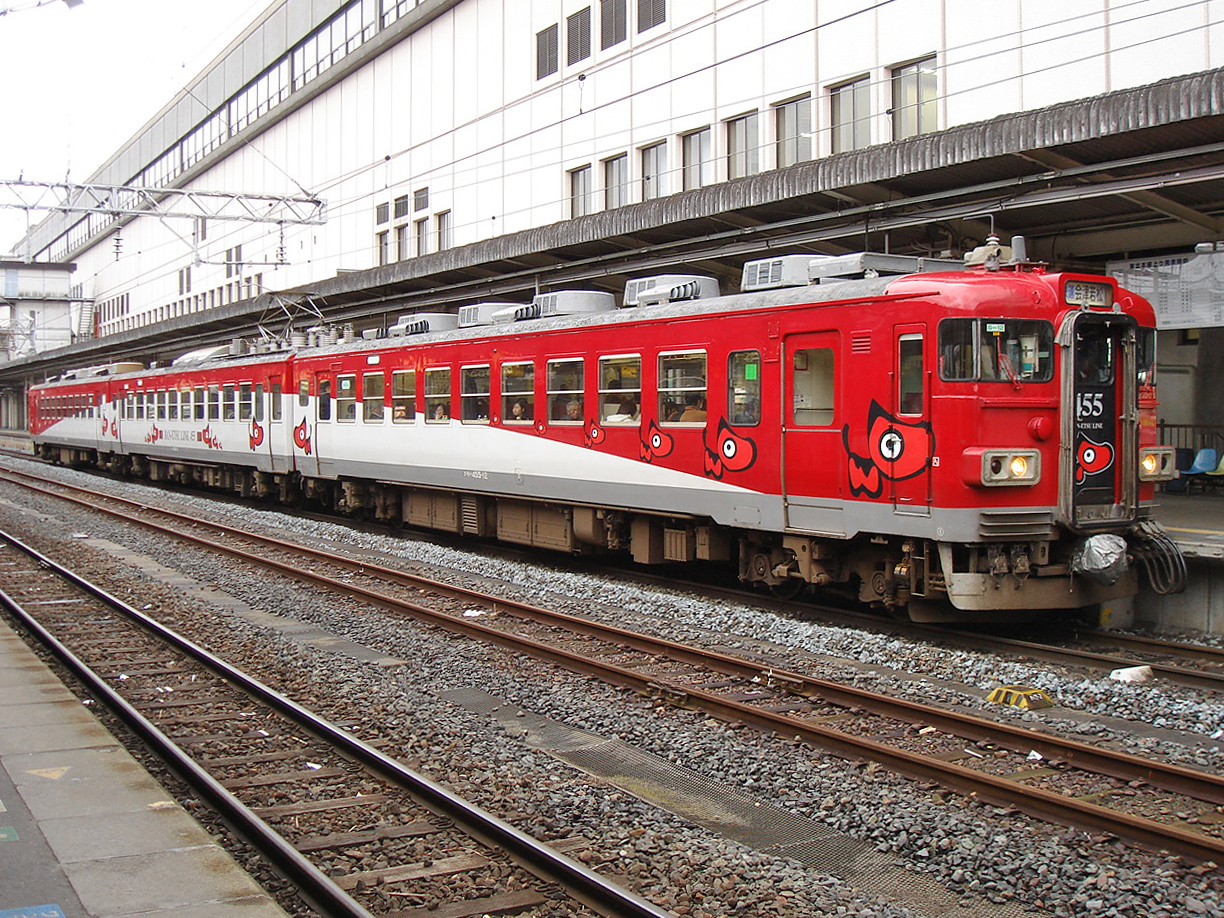
455系 （2006年12月23日 郡山駅）
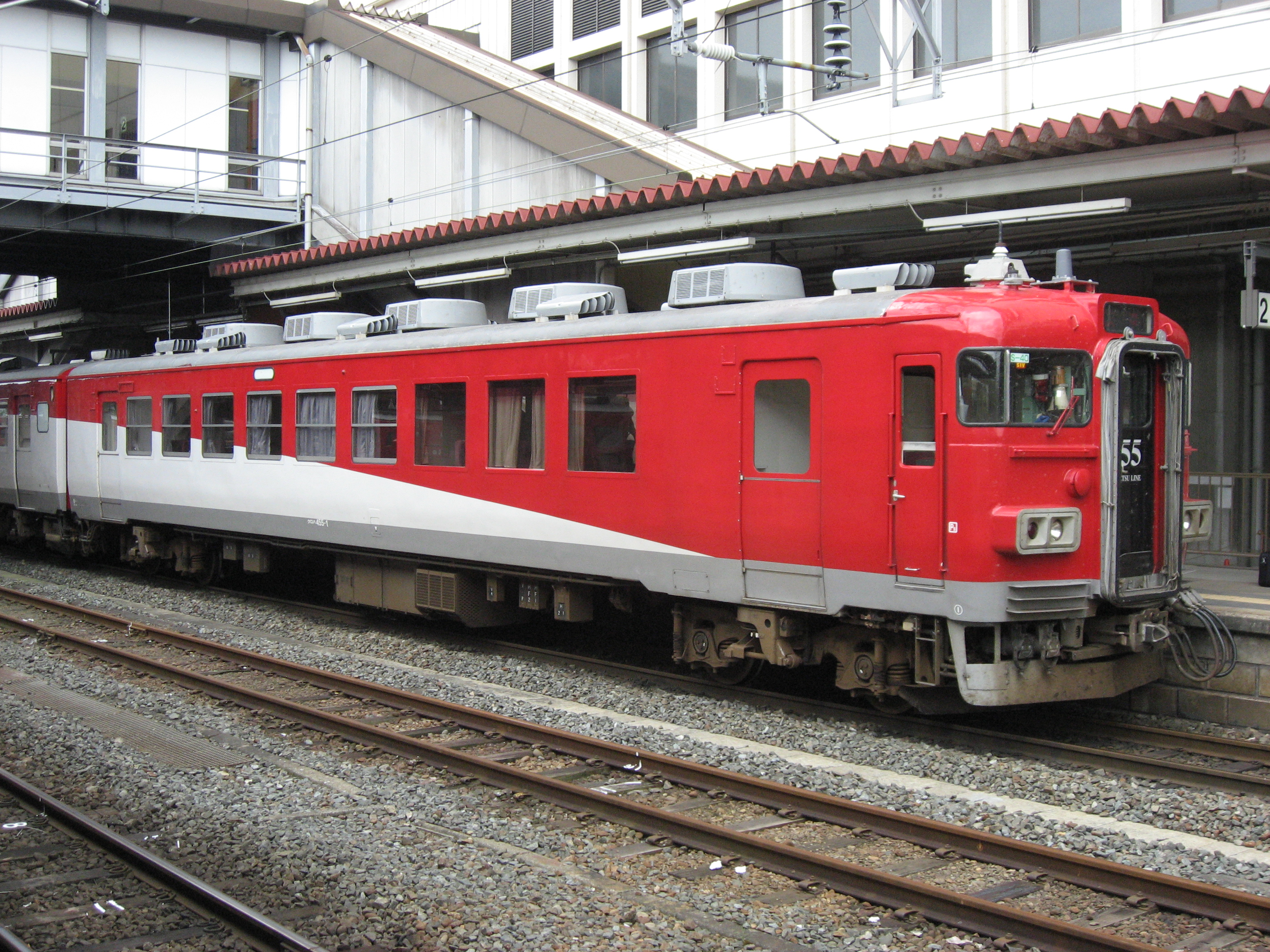
クロハ455-1
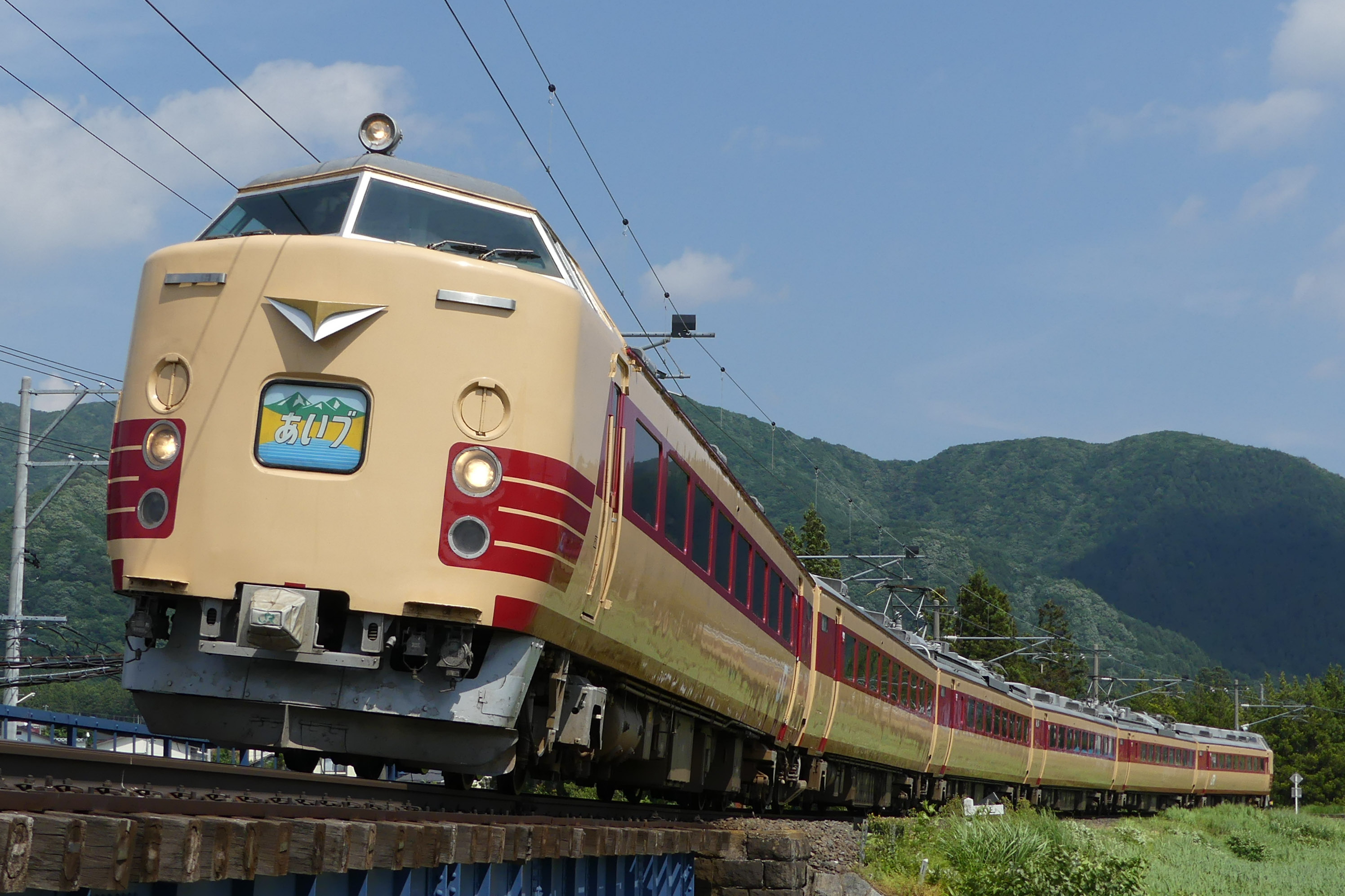
485系 快速「あいづライナー」 （2016年6月18日 川桁駅 - 猪苗代駅間）
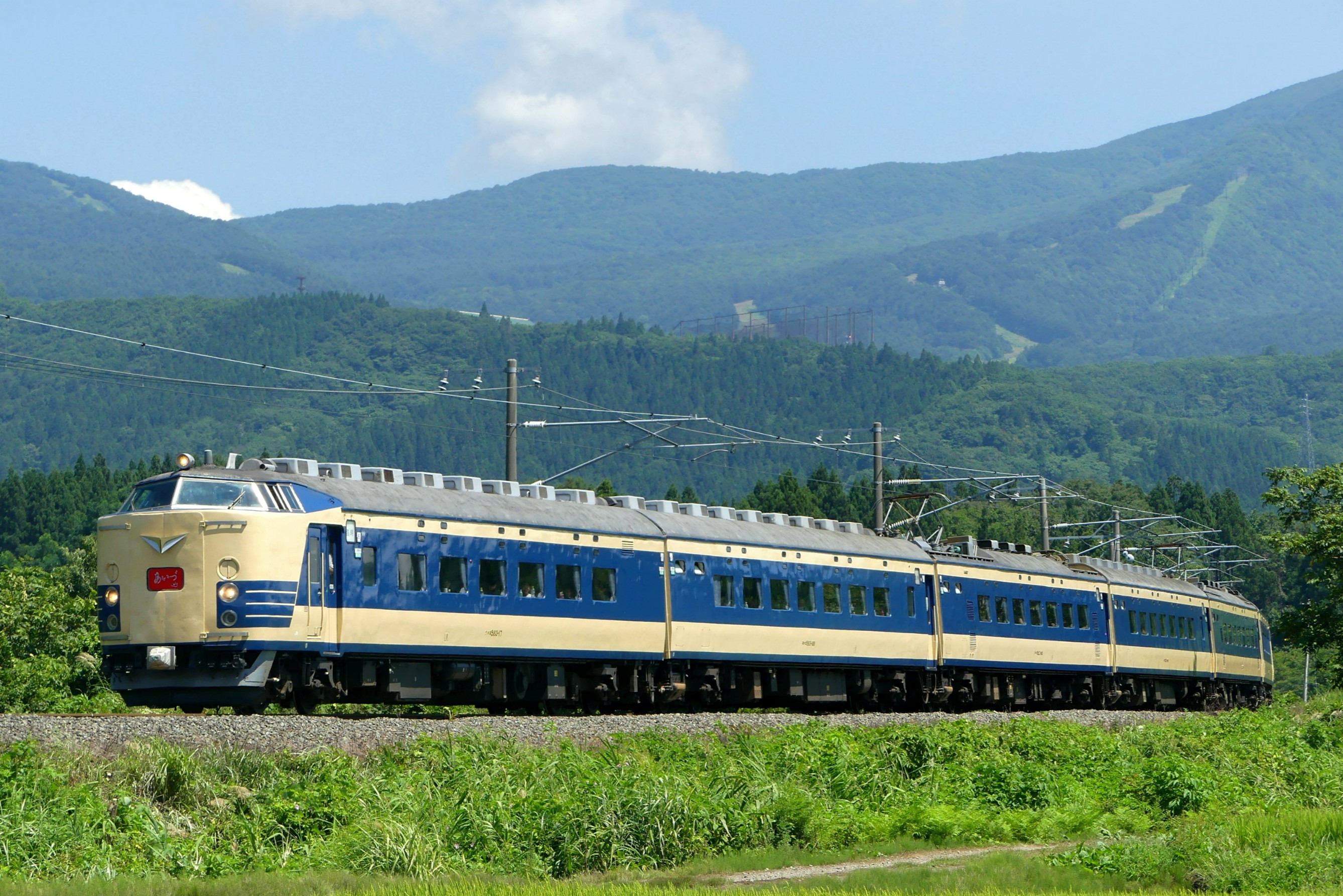
583系 快速「あいづライナー」 （2016年8月13日 翁島駅－磐梯町駅間）
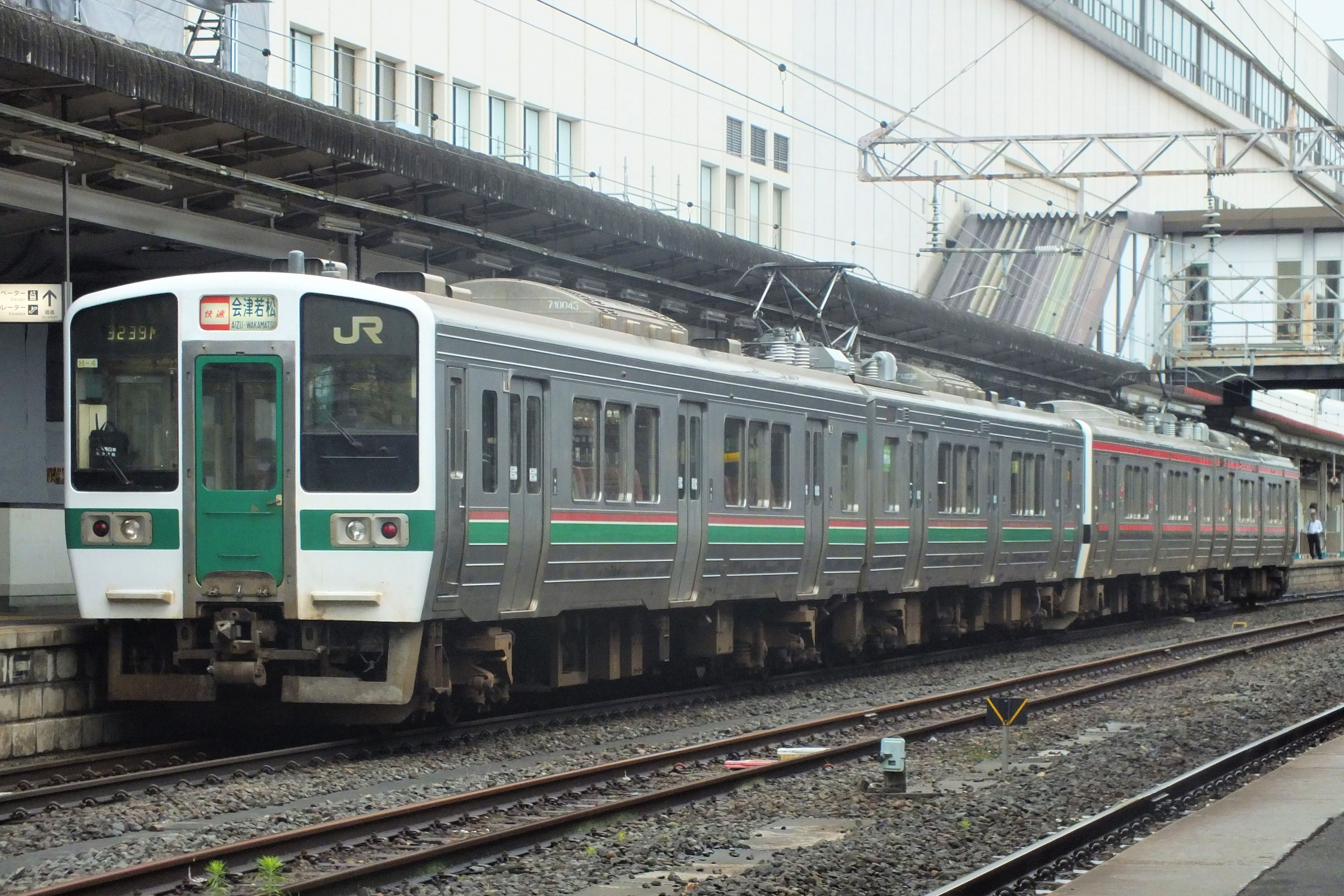
719系 （2019年7月14日）
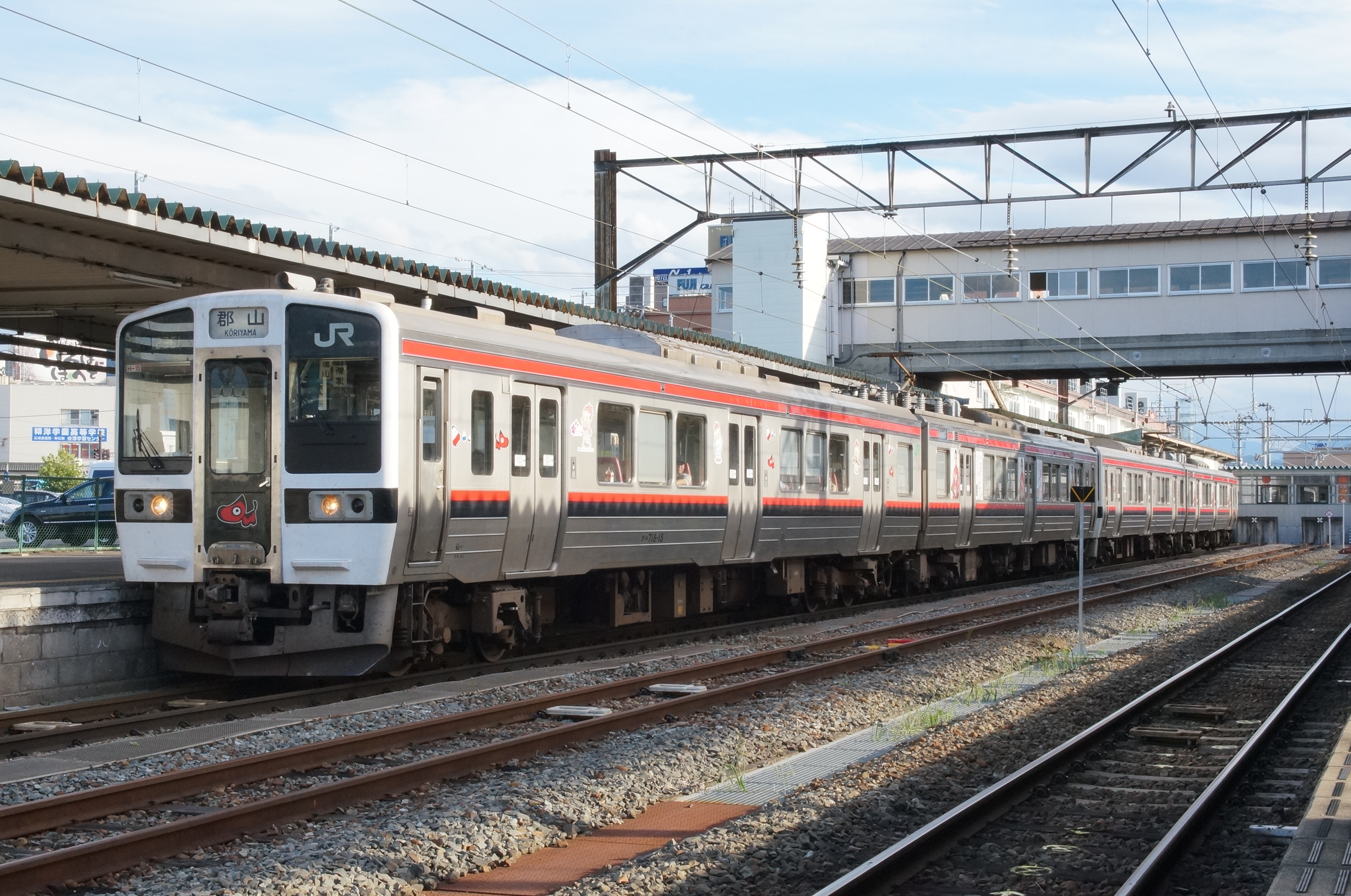
719系 磐越西線色 （2013年9月9日 会津若松駅）

#### 気動車
- 会津鉄道キハ8500系
  - 快速「AIZUマウントエクスプレス」で使用された。
- キハ40系（キハ40・47・48形）
  - 会津若松駅 - 新津駅間で新津運輸区所属車が運用されたほか、会津若松駅 - 喜多方駅・野沢駅間の一部列車には郡山総合車両センター会津若松常駐の只見線用の車両が間合いで使用されていた。2020年のダイヤ改正で全ての車両が置き換えられた。
- キハ52形
  - 会津若松駅 - 新津駅間で新津運輸区所属車が運用されていたが、2008年にキハE120形・キハ110系に置き換えられた。
- キハ58系
  - 会津若松駅 - 新津駅間で新津運輸区所属車が運用されていたが、2008年にキハE120形・キハ110系に置き換えられた。
- キハE120形
  - 郡山総合車両センター会津若松派出所属。会津若松駅 - 野沢駅間で運用されていた[報道 8]。2024年時点では運用されていない。
  - 2008年から2020年までは新津運輸区に配置され、キハ110系とともに会津若松駅 - 新津駅間で使用されていた[注釈 6]。2020年3月に只見線用として郡山総合車両センター会津若松派出に転属した。転属当初は同線専属であったが、2021年3月ダイヤ改正より会津若松駅 - 野沢駅間の下り1本で間合い運用を開始した。

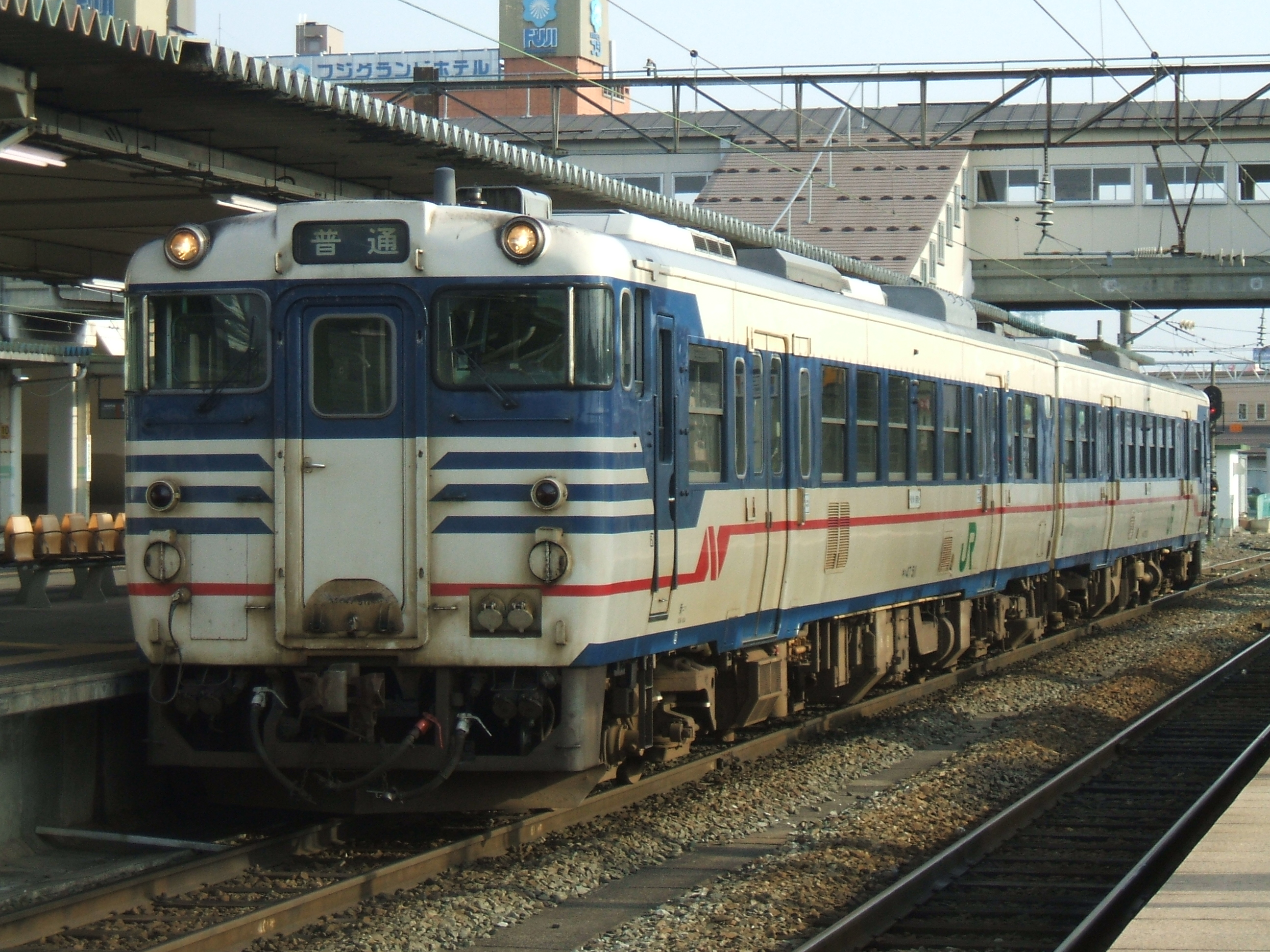
キハ40系新潟色 （2010年5月5日 会津若松駅）
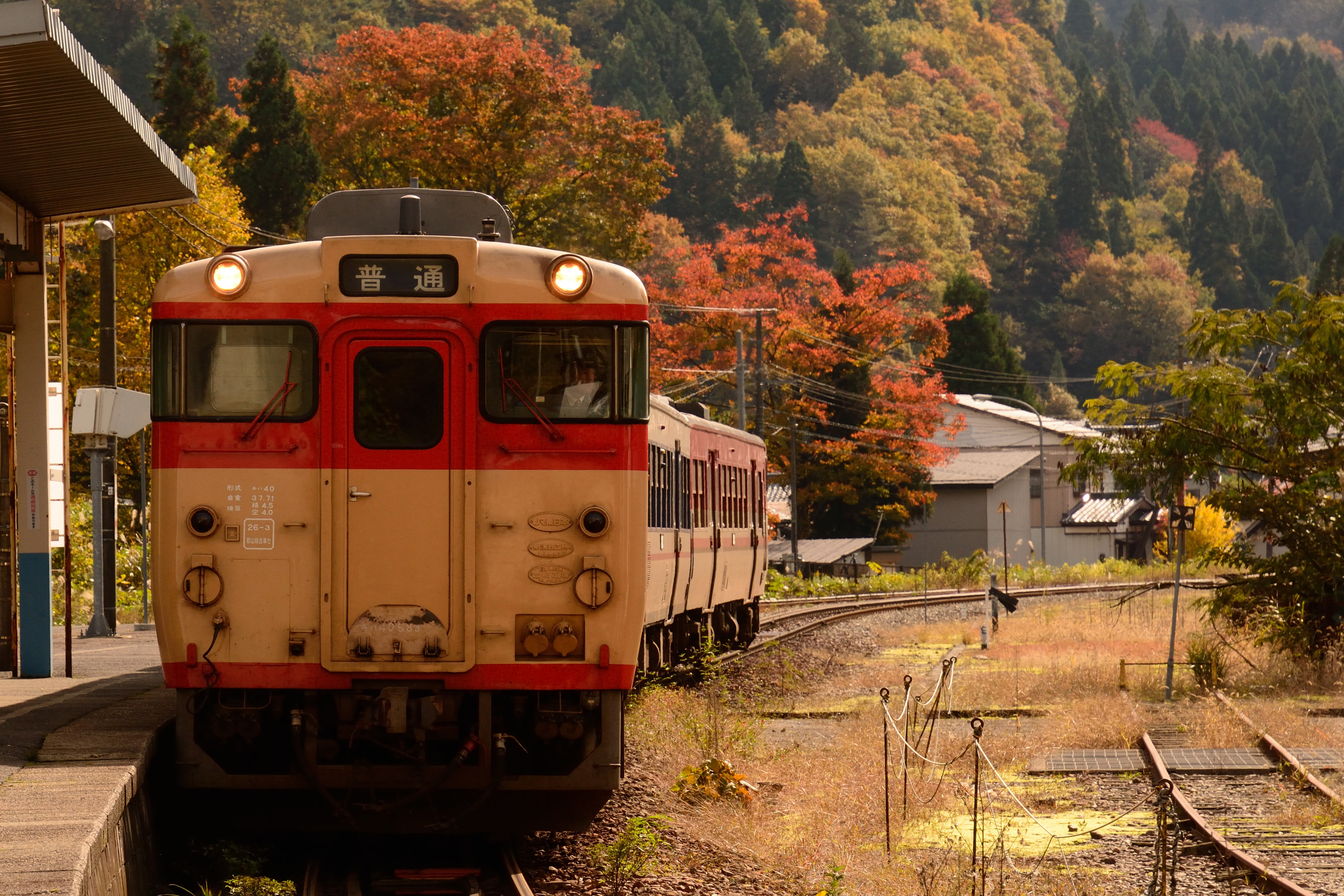
キハ40系混色編成 （2014年11月 五十島駅）
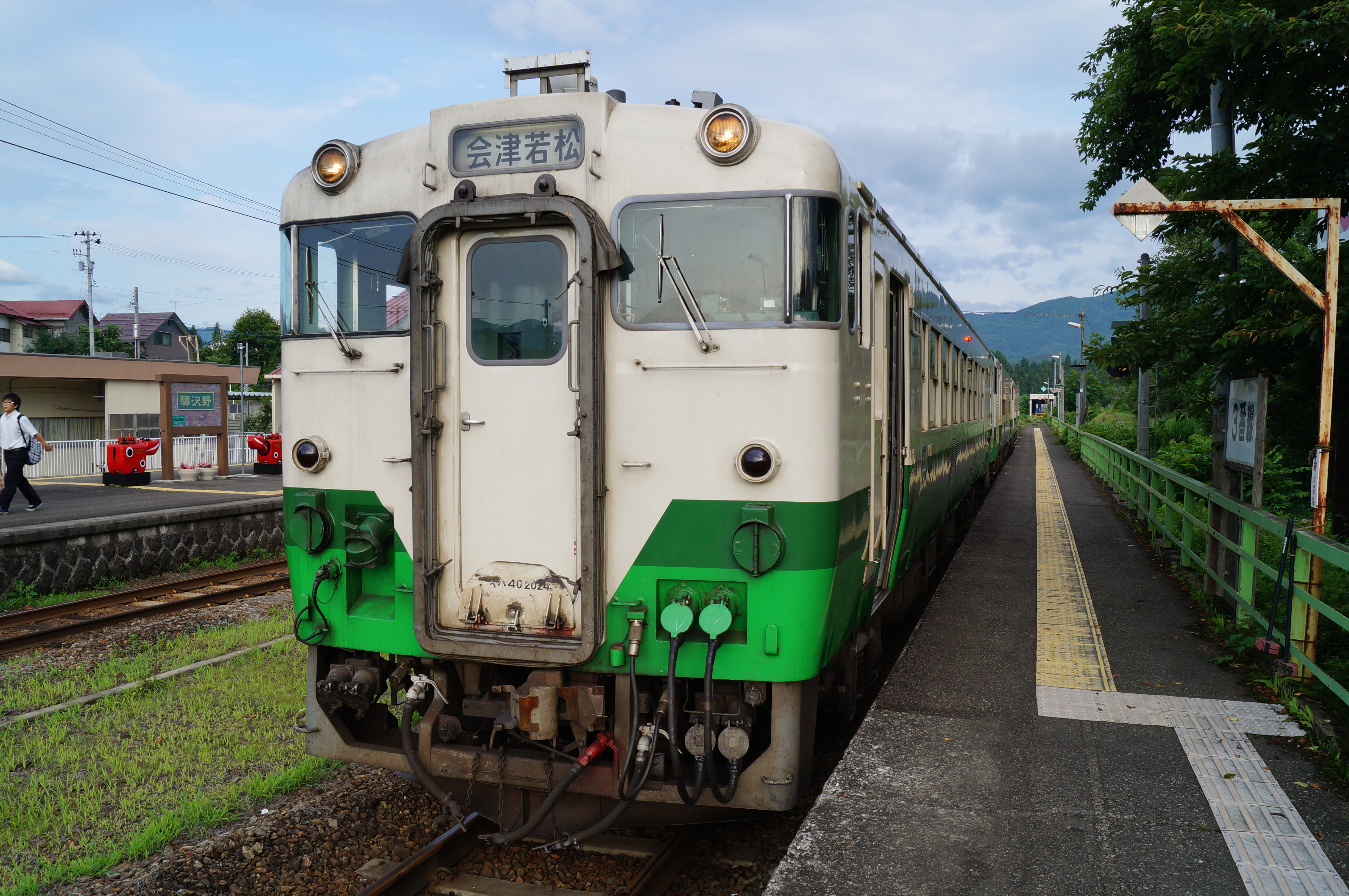
キハ40系東北地域本社色 （2013年7月 野沢駅）
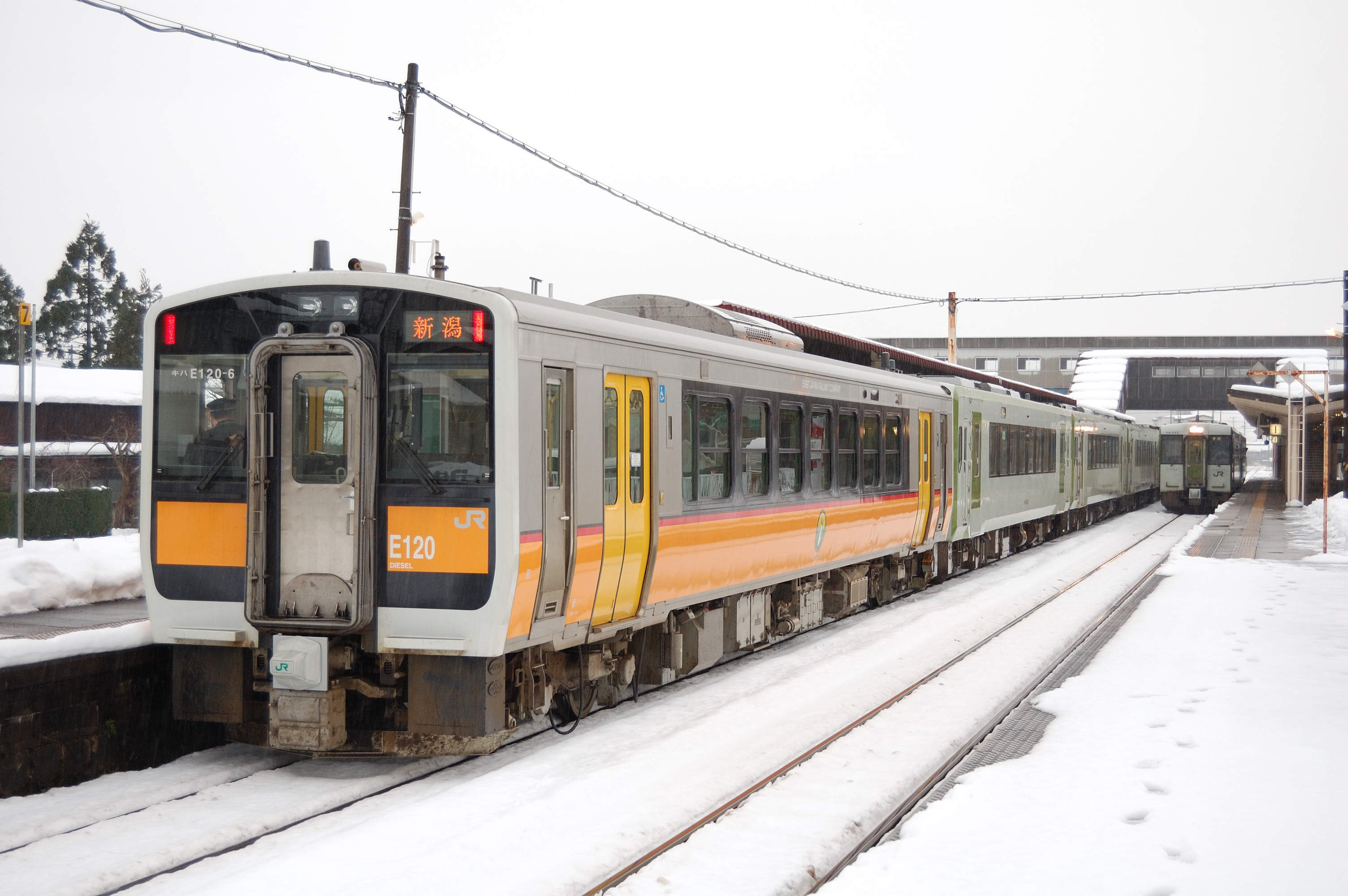
キハE120形 （2009年12月 五泉駅）

#### 電気機関車
- ED77形
  - 東北地方の亜幹線向けに開発され、郡山駅 - 喜多方駅間の電化時に投入された。その後の他線区への導入はなく、結果的に本路線のみの投入・運用となった。全車とも福島機関区に配置され、会津若松運転区に常駐して運用された[注釈 7]。
  - 磐越西線の軌道強化によってED75形が走行可能となったことで1993年までに運用を終了し全車廃車・廃形式となった。
- ED75形
  - 先述の軌道強化により入線が可能となった。なお、1998年の電化区間の貨物列車廃止後も事業用列車などで入線している。

#### ディーゼル機関車
- DD51形
  - 客車列車や貨物列車を牽引していた。

#### 客車
- 一般形客車
  - 国鉄時代末期までオハ61、スハ32、オハ35などを中心に使用された。現在JR東日本で使用されているスハフ32 2357号も郡山客貨車区（仙コリ）時代、磐越西線で運用されている。昭和50年代前半までの臨時急行「ばんだい」も仙台鉄道管理局の一般形客車を中心に運用された。
- 50系
  - 1995年（平成7年）12月1日のダイヤ改正による客車列車運転終了まで運転された。

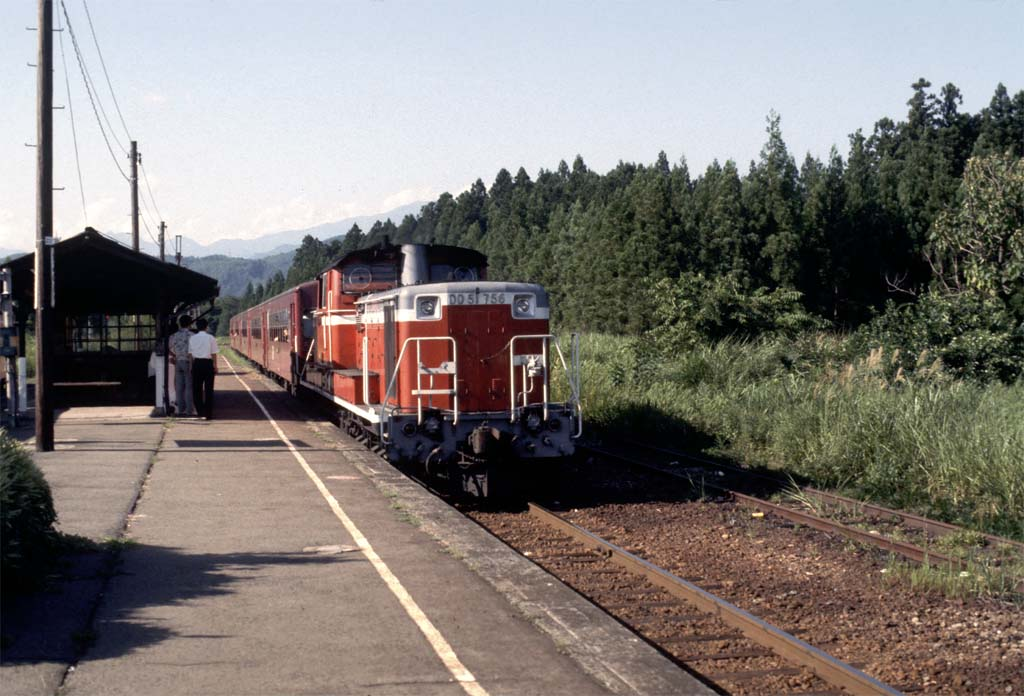
50系客車をけん引するDD51形ディーゼル機関車（1987年 上野尻駅）

## 沿線概況

### 郡山駅 - 会津若松駅間

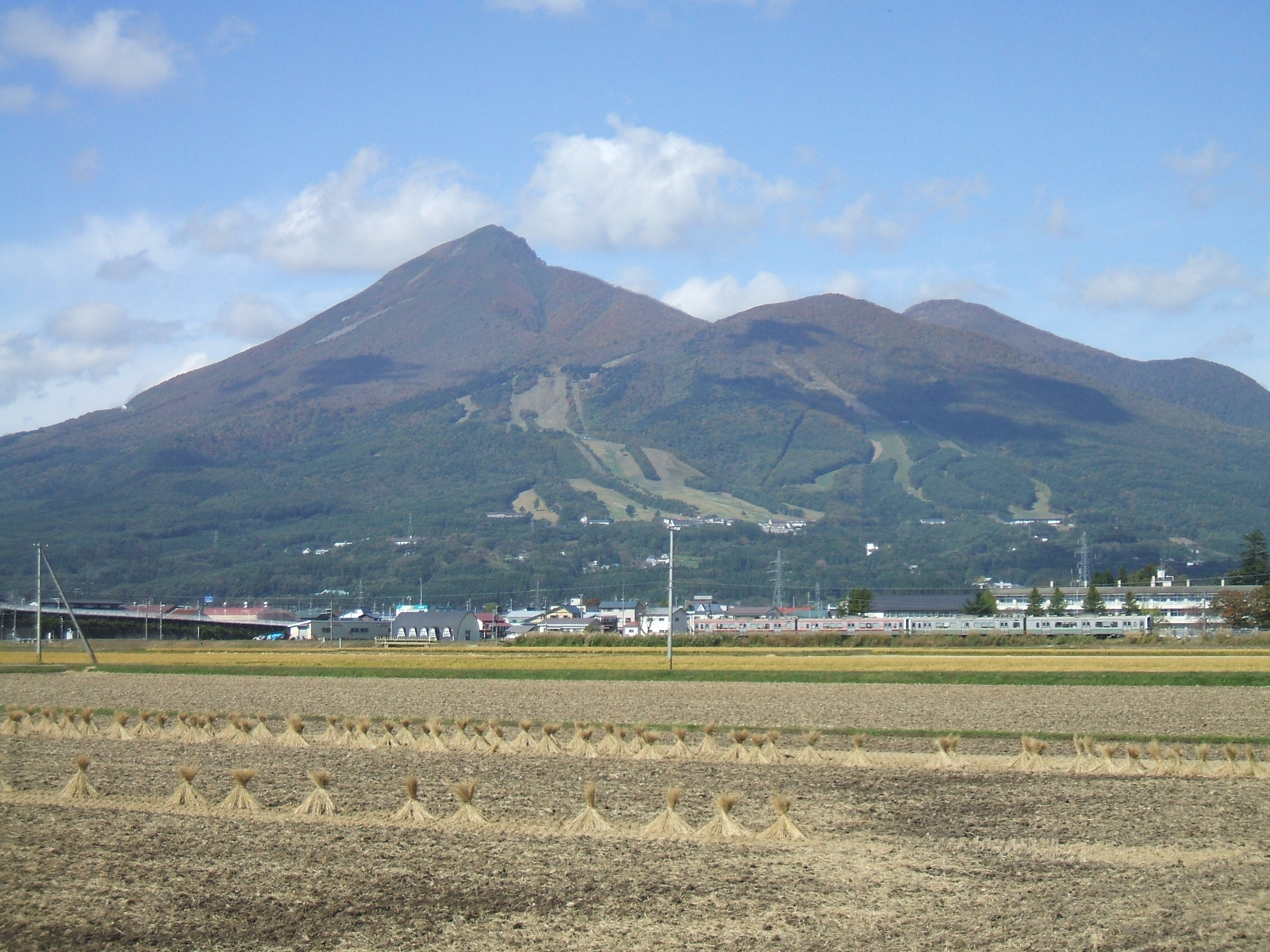
川桁駅 - 猪苗代駅間、磐越西線と磐梯山

郡山駅は、東北本線、東北新幹線、磐越東線、水郡線（東北本線直通列車）との乗り換え駅で、周辺地域の中心駅の役割を果たしている。郡山駅を北へ出ると、僅かの間東北本線と並行した後、逢瀬川を渡って西向きのカーブで進路を変える。沿線は、商業施設や住宅などが多い。2017年に開業した郡山富田駅を過ぎて北に進路を変えると、喜久田駅に着く。
喜久田駅、安子ケ島駅付近は、比較的上り下りが少なく、耕作地帯や、住宅地の間を通る区間が多い。前方に見える高塚山や額取山が次第に近づいてくると磐梯熱海駅である。磐梯熱海駅は、磐梯熱海温泉街の最寄り駅で、周辺にも温泉施設などが多く見られる。磐梯熱海駅を出発すると、登り区間が多くなる。そのまましばらく登っていくと、かつてスイッチバックがあった中山宿駅である。スイッチバック時代の旧駅跡にはプラットホームが残されており、鉄道遺産として見学用に整備されている。現在の駅はその先の上り勾配の途中にあり、駅のすぐ西側はトンネルである。中山宿駅を出発してさらに登り、沼上トンネルで中山峠を越えると列車は会津地方に入る。現在のトンネルは電化に備えて1967年（昭和42年）に建設されたもので、隣には1899年（明治32年）開通の旧トンネルが残されている。
沼上トンネルを出ですぐの沼上信号場を過ぎ、上戸駅に着く。上戸駅から先の区間の一部では、線路は猪苗代湖に接近し、関都駅との間には、臨時駅の猪苗代湖畔駅（休止中）がある。川桁駅付近から、列車は猪苗代盆地の中を走る。また、ここから、翁島駅付近までは直線区間が多く、列車は農地の間を快走する。猪苗代駅は、磐梯高原などへの玄関口として、多くの観光客が利用している。翁島駅から先は一転して羊腸のような曲線区間が続き、磐梯山の見える方向が刻々と変化する。磐梯町駅との間は約10 kmと長いが、ほぼ中間に更科信号場がある。磐梯町駅を出ると、列車はさらに下り、東長原駅を過ぎて、進路を南向きに変え、広田駅に着く。広田駅からは、会津盆地の中を走り、喜多方方面からの線路が西から見えてくると、やがて列車は会津若松駅に着く。

### 会津若松駅 - 新津駅間

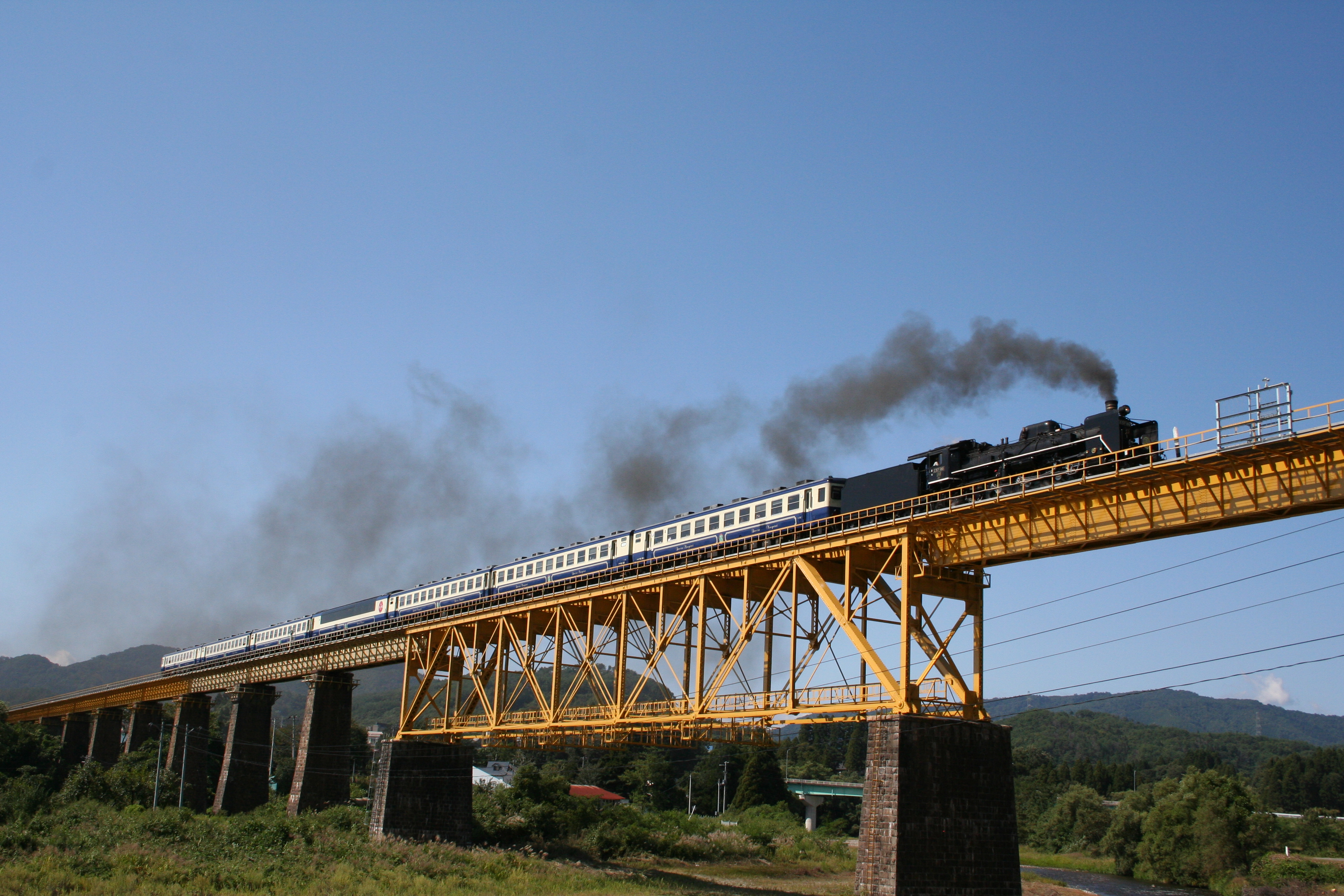
喜多方駅と山都駅間にある一ノ戸川橋梁を渡るSLばんえつ物語号

会津若松駅の構内が郡山・新津両方面から只見線に向かって線路が続く配線となっているため、同駅でスイッチバックが行われ、進行方向が変わる。また、新津方面のキロポストは会津若松駅からの距離が示されている。磐越西線は会津若松駅をスイッチバックして新津駅方面へ向かうが、すぐに一面田園が広がる。
喜多方市は喜多方ラーメン・長床（新宮熊野神社）で有名であり、峠を越えれば線路は阿賀川沿いに走り、明治時代の遺産一ノ戸川橋梁を渡り、蕎麦で有名な山都駅になる。次が化石の街「高郷」の玄関・荻野駅で、塩川駅からここまでは喜多方市に含まれている。尾登をすぎると会津ころり三観音の一つ鳥追観音と大山祇神社の最寄り野沢駅となる。次が名勝「銚子の口」がある上野尻駅をすぎると徳沢駅で飯豊山弥平四郎登山口がある。新潟県境に接していてすぐ阿賀町に入ると、豊実・日出谷・鹿瀬・津川と続く。阿賀野川および国道49号線と併走する山間部に入るが、国道は度重なる災害により阿賀野川の対岸に付け替えられる（揚川改良を参照）など防災上の難所となっており、磐越西線も45km/hなど低速の速度制限がかかる区間が断続的に続く。
日出谷駅 - 鹿瀬駅間では、日本の改軌論争に関連する平瀬トンネルと、落下式架け替え工法が使われたことで知られる阿賀野川深戸橋梁を通る。津川駅は阿賀町役場も近く古くから舟運で栄え、「狐の嫁入り行列」で有名な街でもある。さらに三川・五十島・東下条・咲花駅と続くが、咲花駅前には今も咲花温泉の湯花の香りが漂う。さらに馬下・猿和田・五泉駅と続く五泉市は切花やニットなど繊維産業の街であるが、1970年代以降は新潟市のベッドタウンとして住宅地開発も盛んである。さらに線路は西へ北五泉・新関・東新津と続き、終点の新津駅へと至るが、半数近くの列車は信越本線・新潟駅まで直通している。

## 駅一覧
- 駅名 … （臨）：臨時駅、◆・◇・■：貨物取扱駅（◇は定期貨物列車の発着なし、■はオフレールステーション）
- 線路（全線単線） … ◇・◆・∨・∧：列車交換可（◆はスイッチバック駅）、｜：列車交換不可

### 郡山駅 - 会津若松駅間
- この区間は交流電化。全駅が福島県内に所在。
- 普通列車は臨時駅を除く全ての旅客駅に停車する。
- 快速列車の一部は列車名「あいづ」
  - ●：停車駅、◯：無愛称の一部快速列車が停車、｜：快速通過駅

| 駅名               | 営業キロ | 営業キロ | 快速 | 接続路線・備考                                                            | 線路 | 所在地     | 所在地     |
| 駅名               | 駅間     | 累計     | 快速 | 接続路線・備考                                                            | 線路 | 所在地     | 所在地     |
| ------------------ | -------- | -------- | ---- | ------------------------------------------------------------------------- | ---- | ---------- | ---------- |
| 郡山駅◆            | -        | 0.0      | ●    | 東日本旅客鉄道： 東北新幹線・山形新幹線・■ 東北本線・■ 磐越東線・■ 水郡線 | ∨    | 郡山市     | 郡山市     |
| 郡山富田駅         | 3.4      | 3.4      | ●    |                                                                           | ｜   | 郡山市     | 郡山市     |
| 喜久田駅           | 4.5      | 7.9      | ●    |                                                                           | ◇    | 郡山市     | 郡山市     |
| 安子ケ島駅         | 3.9      | 11.8     | ｜   |                                                                           | ◇    | 郡山市     | 郡山市     |
| 磐梯熱海駅         | 3.6      | 15.4     | ●    |                                                                           | ◇    | 郡山市     | 郡山市     |
| 中山宿駅           | 5.4      | 20.8     | ｜   |                                                                           | ｜   | 郡山市     | 郡山市     |
| 沼上信号場         | -        | 25.0     | ｜   |                                                                           | ◇    | 耶麻郡     | 猪苗代町   |
| 上戸駅             | 6.5      | 27.3     | ｜   |                                                                           | ｜   | 耶麻郡     | 猪苗代町   |
| （臨）猪苗代湖畔駅 | 2.0      | 29.3     | ｜   | （休止中）                                                                | ｜   | 耶麻郡     | 猪苗代町   |
| 関都駅             | 1.7      | 31.0     | ｜   |                                                                           | ◇    | 耶麻郡     | 猪苗代町   |
| 川桁駅             | 2.4      | 33.4     | ◯    |                                                                           | ◇    | 耶麻郡     | 猪苗代町   |
| 猪苗代駅           | 3.3      | 36.7     | ●    |                                                                           | ◇    | 耶麻郡     | 猪苗代町   |
| 翁島駅             | 4.4      | 41.1     | ◯    |                                                                           | ◇    | 耶麻郡     | 猪苗代町   |
| 更科信号場         | -        | 45.6     | ｜   |                                                                           | ◇    | 耶麻郡     | 磐梯町     |
| 磐梯町駅           | 10.1     | 51.2     | ●    |                                                                           | ◇    | 耶麻郡     | 磐梯町     |
| 東長原駅           | 6.0      | 57.2     | ◯    |                                                                           | ◇    | 会津若松市 | 会津若松市 |
| 広田駅◇            | 2.8      | 60.0     | ◯    |                                                                           | ◇    | 会津若松市 | 会津若松市 |
| 会津若松駅■        | 4.6      | 64.6     | ●    | 東日本旅客鉄道：■ 只見線 会津鉄道：会津線                                 | ◆    | 会津若松市 | 会津若松市 |

1. ↑  水郡線の正式な終点は東北本線安積永盛駅だが、列車はすべて郡山駅に乗り入れる
2. ↑  会津鉄道会津線の正式な起点は只見線西若松駅だが、列車はすべて会津若松駅に乗り入れる。

2022年度の時点で、JR東日本自社による乗車人員集計の対象駅は郡山駅・磐梯熱海駅・猪苗代駅・磐梯町駅・会津若松駅である。それ以外の駅は完全な無人駅のため集計対象から外されている。

### 会津若松駅 - 新津駅間
- この区間は全線非電化。
- この区間は「森と水とロマンの鉄道」の路線愛称名がある。
- 累計営業キロは郡山駅からのもの。
- 定期列車は普通列車・快速列車（馬下始発・五泉始発の各下り1本）ともに、基本的に下表区間のすべての駅に停車するが、※の駅は一部の普通列車のみ停車する。
  - 臨時列車である快速「SLばんえつ物語」「AIZUマウントエクスプレス」の停車駅は列車記事を参照

| 駅名        | 営業キロ | 営業キロ | 接続路線・備考                                       | 線路 | 所在地 | 所在地          |               |
| 駅名        | 駅間     | 累計     | 接続路線・備考                                       | 線路 | 所在地 | 所在地          |               |
| ----------- | -------- | -------- | ---------------------------------------------------- | ---- | ------ | --------------- | ------------- |
| 会津若松駅■ | -        | 64.6     | 東日本旅客鉄道：■ 只見線 会津鉄道：会津線            | ◆    | 福島県 | 会津若松市      |               |
| 堂島駅※     | 5.5      | 70.1     |                                                      | ｜   | 福島県 | 会津若松市      |               |
| 笈川駅※     | 3.1      | 73.2     |                                                      | ｜   | 福島県 | 河沼郡 湯川村   | 河沼郡 湯川村 |
| 塩川駅◇     | 1.9      | 75.1     |                                                      | ◇    | 福島県 | 喜多方市        |               |
| 姥堂駅※     | 2.4      | 77.5     |                                                      | ｜   | 福島県 | 喜多方市        |               |
| 会津豊川駅※ | 2.0      | 79.5     |                                                      | ｜   | 福島県 | 喜多方市        |               |
| 喜多方駅    | 1.7      | 81.2     |                                                      | ◇    | 福島県 | 喜多方市        |               |
| 山都駅      | 9.9      | 91.1     |                                                      | ◇    | 福島県 | 喜多方市        |               |
| 荻野駅      | 6.1      | 97.2     |                                                      | ｜   | 福島県 | 喜多方市        |               |
| 尾登駅      | 3.8      | 101.0    |                                                      | ｜   | 福島県 | 耶麻郡 西会津町 |               |
| 野沢駅      | 5.2      | 106.2    |                                                      | ◇    | 福島県 | 耶麻郡 西会津町 |               |
| 上野尻駅    | 5.1      | 111.3    |                                                      | ｜   | 福島県 | 耶麻郡 西会津町 |               |
| 徳沢駅      | 6.7      | 118.0    |                                                      | ◇    | 福島県 | 耶麻郡 西会津町 |               |
| 豊実駅      | 3.3      | 121.3    |                                                      | ｜   | 新潟県 | 東蒲原郡 阿賀町 |               |
| 日出谷駅    | 7.1      | 128.4    |                                                      | ｜   | 新潟県 | 東蒲原郡 阿賀町 |               |
| 鹿瀬駅      | 5.2      | 133.6    |                                                      | ｜   | 新潟県 | 東蒲原郡 阿賀町 |               |
| 津川駅      | 3.4      | 137.0    |                                                      | ◇    | 新潟県 | 東蒲原郡 阿賀町 |               |
| 三川駅      | 7.4      | 144.4    |                                                      | ｜   | 新潟県 | 東蒲原郡 阿賀町 |               |
| 五十島駅    | 4.2      | 148.6    |                                                      | ◇    | 新潟県 | 東蒲原郡 阿賀町 |               |
| 東下条駅    | 3.9      | 152.5    |                                                      | ｜   | 新潟県 | 東蒲原郡 阿賀町 |               |
| 咲花駅      | 3.1      | 155.6    |                                                      | ｜   | 新潟県 | 五泉市          |               |
| 馬下駅      | 2.8      | 158.4    |                                                      | ◇    | 新潟県 | 五泉市          |               |
| 猿和田駅    | 3.5      | 161.9    |                                                      | ｜   | 新潟県 | 五泉市          |               |
| 五泉駅      | 3.8      | 165.7    |                                                      | ◇    | 新潟県 | 五泉市          |               |
| 北五泉駅    | 1.8      | 167.5    |                                                      | ｜   | 新潟県 | 五泉市          |               |
| 新関駅      | 2.5      | 170.0    |                                                      | ◇    | 新潟県 | 新潟市 秋葉区   |               |
| 東新津駅    | 2.8      | 172.8    |                                                      | ｜   | 新潟県 | 新潟市 秋葉区   |               |
| 新津駅◇     | 2.8      | 175.6    | 東日本旅客鉄道：■信越本線（直通運転あり）・■羽越本線 | ∧    | 新潟県 | 新潟市 秋葉区   |               |

1. ↑  会津鉄道会津線の正式な起点は只見線西若松駅だが、列車はすべて会津若松駅に乗り入れる。
2. ↑  磐越西線の一部列車は新潟駅まで乗り入れる。

2022年度の時点で、JR東日本自社による乗車人員集計の対象駅は会津若松駅・塩川駅・喜多方駅・山都駅・荻野駅・野沢駅・五泉駅・新津駅である。それ以外の駅は完全な無人駅のため集計対象から外されている。

### 過去の接続路線
- 郡山駅：三春馬車鉄道 - 1914年10月16日廃止
- 川桁駅：磐梯急行電鉄（日本硫黄沼尻鉄道）- 1968年10月14日休止、1969年4月1日廃止
- 喜多方駅：日中線 - 1984年4月1日廃止
- 五泉駅：蒲原鉄道線 - 1999年10月4日廃止

### 新線付け替え区間
- 磐梯熱海駅 - 中山宿駅間（小福山トンネル電化対応）
- 中山宿駅 - 上戸駅間（中山トンネル・沼上トンネル電化対応）
- 上戸駅 - 関都駅間（小坂山トンネル電化対応）
- 翁島駅 - 磐梯町駅間（更科信号場付近の線形改良）
- 喜多方駅 - 山都駅間（松野隧道崩壊による迂回）
- 日出谷駅 - 鹿瀬駅間（阿賀野川当麻橋梁架け替え）
- 三川駅 - 五十島駅間（阿賀野川御前橋梁架け替え、御前トンネル老朽化対応）

## 利用状況

### 平均通過人員
各年度の平均通過人員（輸送密度）は以下のとおりである。輸送密度は全区間において減少傾向にあり、区間ごとでは2019年度に最も多い五泉駅 - 新津駅間も含めた全区間において、国鉄再建法における幹線の基準（輸送密度4,000人以上）を下回っている。五泉駅 - 新津駅間は、JR東日本管内で3ドア以上の車両が運行されていない区間としては、左沢線の北山形駅 - 寒河江駅間に次いで輸送密度が高い。
| 年度                   | 平均通過人員（人/日） | 平均通過人員（人/日） | 平均通過人員（人/日） | 平均通過人員（人/日） | 平均通過人員（人/日） | 平均通過人員（人/日） | 平均通過人員（人/日） | 出典   |
| 年度                   | 全線                  | 郡山 - 会津若松       | 会津若松 - 喜多方     | 喜多方 - 野沢         | 野沢 - 津川           | 津川 - 五泉           | 五泉 - 新津           | 出典   |
| ---------------------- | --------------------- | --------------------- | --------------------- | --------------------- | --------------------- | --------------------- | --------------------- | ------ |
| 1987年度（昭和62年度） | 3,803                 | 5,551                 | 5,551                 | 1,764                 | 1,764                 | 1,764                 | 6,252                 | [ 37 ] |
| 1987年度（昭和62年度） | 3,803                 | 5,948                 | 3,987                 | 1,992                 | 1,142                 | 2,233                 | 6,252                 | [ 37 ] |
| 2009年度（平成21年度） | 2,018                 | 3,207                 | 3,207                 | 618                   | 618                   | 618                   | 4,212                 | [ 37 ] |
| 2010年度（平成22年度） | 1,935                 | 3,097                 | 3,097                 | 556                   | 556                   | 556                   | 4,175                 | [ 37 ] |
| 2011年度（平成23年度） | 1,773                 | 2,862                 | 2,862                 | 456                   | 456                   | 456                   | 4,084                 | [ 37 ] |
| 2012年度（平成24年度） | 1,910                 | 3,083                 | 3,083                 | 508                   | 508                   | 508                   | 4,248                 | [ 37 ] |
| 2013年度（平成25年度） | 1,973                 | 3,182                 | 3,182                 | 527                   | 527                   | 527                   | 4,390                 | [ 37 ] |
| 2014年度（平成26年度） | 1,834                 | 3,207                 | 2,088                 | 666                   | 160                   | 616                   | 4,144                 | [ 38 ] |
| 2015年度（平成27年度） | 1,877                 | 3,282                 | 2,170                 | 678                   | 170                   | 637                   | 4,152                 | [ 38 ] |
| 2016年度（平成28年度） | 1,810                 | 3,142                 | 2,129                 | 612                   | 159                   | 634                   | 4,161                 | [ 38 ] |
| 2017年度（平成29年度） | 1,803                 | 3,114                 | 2,082                 | 624                   | 163                   | 652                   | 4,195                 | [ 39 ] |
| 2018年度（平成30年度） | 1,745                 | 3,077                 | 1,940                 | 569                   | 133                   | 587                   | 4,066                 | [ 39 ] |
| 2019年度（令和元年度） | 1,643                 | 2,904                 | 1,790                 | 534                   | 124                   | 528                   | 3,921                 | [ 39 ] |
| 2020年度（令和02年度） | 1,073                 | 1,638                 | 1,509                 | 429                   | 69                    | 408                   | 3,325                 | [ 39 ] |
| 2021年度（令和03年度） | 1,132                 | 1,820                 | 1,500                 | 402                   | 80                    | 413                   | 3,221                 | [ 39 ] |
| 2022年度（令和04年度） | 1,293                 | 2,283                 | 1,491                 | 357                   | 70                    | 394                   | 3,272                 | [ 40 ] |
| 2023年度（令和05年度） | 1,433                 | 2,582                 | 1,534                 | 398                   | 102                   | 426                   | 3,429                 | [ 41 ] |

### 収支・営業系数
2019年度（令和元年度）の平均通過人員が2,000人/日未満の線区（会津若松駅 - 喜多方駅間、喜多方駅 - 野沢駅間、野沢駅 - 津川駅間、津川駅 - 五泉駅間）の各年度の収支（運輸収入、営業費用）、営業係数、収支率は以下のとおりである。▲はマイナスを意味する。
| 年度                   | 収支（百万円） | 収支（百万円） | 収支（百万円） | 営業 係数 （円） | 収支率 | 出典        |
| 年度                   | 運輸 収入      | 営業 費用      | 計             | 営業 係数 （円） | 収支率 | 出典        |
| ---------------------- | -------------- | -------------- | -------------- | ---------------- | ------ | ----------- |
| 2019年度（令和元年度） | 124            | 755            | ▲631           | 608              | 16.4%  | [ 報道 13 ] |
| 2020年度（令和02年度） | 88             | 805            | ▲716           | 905              | 11.1%  | [ 報道 13 ] |
| 2021年度（令和03年度） | 94             | 723            | ▲629           | 766              | 13.1%  | [ 報道 14 ] |
| 2022年度（令和04年度） | 79             | 1,017          | ▲938           | 1,273            | 7.9%   | [ 報道 15 ] |

| 年度                   | 収支（百万円） | 収支（百万円） | 収支（百万円） | 営業 係数 （円） | 収支率 | 出典        |
| 年度                   | 運輸 収入      | 営業 費用      | 計             | 営業 係数 （円） | 収支率 | 出典        |
| ---------------------- | -------------- | -------------- | -------------- | ---------------- | ------ | ----------- |
| 2019年度（令和元年度） | 46             | 844            | ▲798           | 1,817            | 5.5%   | [ 報道 13 ] |
| 2020年度（令和02年度） | 31             | 840            | ▲808           | 2,671            | 3.7%   | [ 報道 13 ] |
| 2021年度（令和03年度） | 33             | 820            | ▲786           | 2,417            | 4.1%   | [ 報道 14 ] |
| 2022年度（令和04年度） | 28             | 968            | ▲940           | 3,427            | 2.9%   | [ 報道 15 ] |

| 年度                   | 収支（百万円） | 収支（百万円） | 収支（百万円） | 営業 係数 （円） | 収支率 | 出典        |
| 年度                   | 運輸 収入      | 営業 費用      | 計             | 営業 係数 （円） | 収支率 | 出典        |
| ---------------------- | -------------- | -------------- | -------------- | ---------------- | ------ | ----------- |
| 2019年度（令和元年度） | 12             | 968            | ▲956           | 7,806            | 1.3%   | [ 報道 13 ] |
| 2020年度（令和02年度） | 5              | 1,045          | ▲1,040         | 17,706           | 0.6%   | [ 報道 13 ] |
| 2021年度（令和03年度） | 7              | 913            | ▲905           | 11,956           | 0.8%   | [ 報道 14 ] |
| 2022年度（令和04年度） | 6              | 893            | ▲886           | 13,980           | 0.7%   | [ 報道 15 ] |

| 年度                   | 収支（百万円） | 収支（百万円） | 収支（百万円） | 営業 係数 （円） | 収支率 | 出典        |
| 年度                   | 運輸 収入      | 営業 費用      | 計             | 営業 係数 （円） | 収支率 | 出典        |
| ---------------------- | -------------- | -------------- | -------------- | ---------------- | ------ | ----------- |
| 2019年度（令和元年度） | 45             | 1,106          | ▲1,060         | 2,415            | 4.1%   | [ 報道 13 ] |
| 2020年度（令和02年度） | 30             | 1,296          | ▲1,265         | 4,200            | 2.4%   | [ 報道 13 ] |
| 2021年度（令和03年度） | 33             | 1,050          | ▲1,017         | 3,152            | 3.2%   | [ 報道 14 ] |
| 2022年度（令和04年度） | 31             | 1,157          | ▲1,126         | 3,691            | 2.7%   | [ 報道 15 ] |

## 関連作品
楽曲
- 2006年に兄弟デュオである狩人の曲として『磐越西線』が発表された。作曲・市川昭介、作詞・木下龍太郎。歌詞には磐梯山、猪苗代湖など沿線（電化区間）の情景が織り込まれている
- 2023年7月5日に、演歌歌手の梅谷心愛のデビュー曲『磐越西線ひとり』が発売された。（作詞：石原信一、作曲：弦哲也、編曲：猪股義周）福島県側（電化区間）の情景が織り込まれている。

映像作品
東日本大震災時に運転された燃料輸送列車の映像を収録したDVD『たちあがろう東北 DD51重連牽引燃料輸送列車』がピーエスジーから発売されている。
絵本
東日本大震災時、磐越西線経由で運転された燃料輸送列車が、雪で立ち往生したものの無事に燃料を届けることができたという実話に基づく絵本『はしれ ディーゼルきかんしゃデーデ』が童心社から出版されている。第7回住田物流奨励賞特別賞受賞作品。